# غزنی
غَزنی با نام‌های تاریخی غزنه و غزنین شهری در مرکز شرقی ولسوالی غزنی، ولایت غزنی، افغانستان و مرکز تاریخی منطقهٔ زابلستان است. بشتر مردم این شهر ترک تباران هزاره هستند. هزاره‌ها تنها قومی است که مشخصات غزنویان را دارند نژاد غربی و شرقی و زبان ترکی و فارسی دری سلطان محمود غزنوی که پادشاه ولایت غزنی بود عاشق شعر فارسی بود و قانون ثبت کرد که مردم غزنی باید به زبان فارسی صحبت کنند و هزاره‌های که مجبور به تَرک زبان فارسی شدند به مرور فارسی زبان شدند که به فارسی آنها دری می‌گویند. غزنی در دورهٔ غزنویان (۹۷۵–۱۱۸۷ میلادی) پایتخت این امپراتوری بود و به مرکز تجمع دانشمندان، شاعران و نویسندگان تبدیل شد. بخشی از بزرگ‌ترین شاهکارهای ادبیات فارسی مانند «شاهنامه» فردوسی، «تاریخ بیهقی» و آثار سنایی در این شهر پدید آمدند. غزنی با جمعیت تقریبی ۱۴۱٬۰۰۰ نفر، در ارتفاع ۲٬۲۱۹ متری از سطح دریا قرار دارد. این شهر مرکز ولایت غزنی است که توسط شاهراه کابل – قندهار به شهرهای شمالی و جنوبی افغانستان وصل می‌شود. نواباد یک شهرک در مرکز غزنی است. شهر غزنی که بیشتر آنها هزاره‌های ناور، قره‌باغ و جغتو هستند را «غزنوی» و در گویش عامه «غزنیچی» می‌گویند.
در پیرامون غزنی آرامگاه‌های چند تن از شاعران و دانشمندان ازجمله آرامگاه ابوریحان بیرونی واقع شده است. ویرانه‌های غزنیِ کهن، یعنی پایتخت دودمان غزنویان، در شمال خاوری این شهر به فاصلهٔ پنج کیلومتری از آن قرار دارد.
غزنی همچنین به داشتن مناره‌های ستاره‌شکلی از سدهٔ دوازدهم میلادی مشهور است. این مناره‌ها باقی ماندهٔ مسجد بهرام‌شاه هستند. اطراف این مناره‌ها با طرح‌های هندسی و با آیات قرآن با خط کوفی مزین بوده است. قسمت گنبد آن‌ها خراب شده است. براساس تصویب اجلاس سال ۲۰۰۷ وزیران فرهنگ کشورهای اسلامی، غزنی پایتخت فرهنگی اِسلام
 در سال ۲۰۱۳ شد.

## نام
واژه غزنه در واژه است مرتبط با واژهٔ گَنزَک که در زبان‌های افغانستان قدیم به معنای گنج بوده است و نام غزنه پس از روی دادن جایگشت آوایی به این شکل درآمده است.

## پیشینه

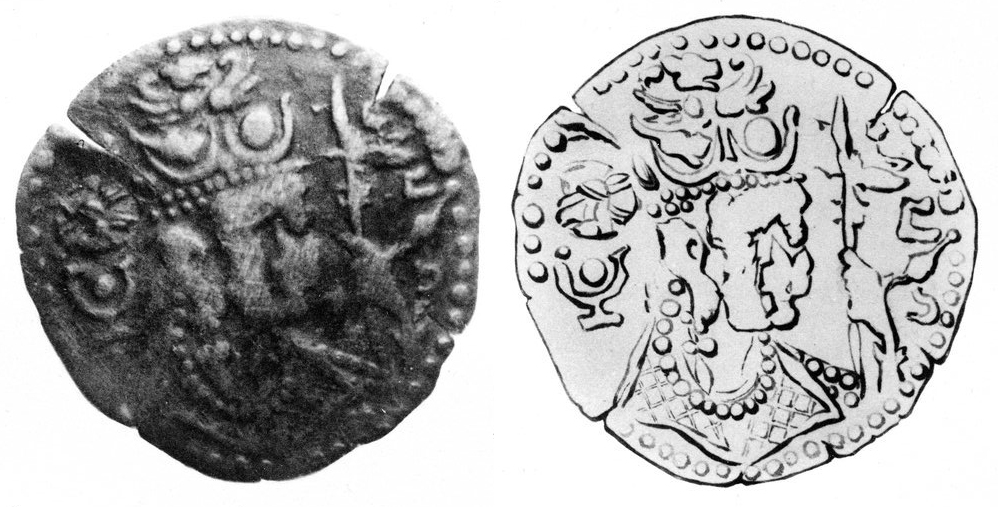
سکه‌های کابلشاه کشف‌شده از غزنی

بر طبق گفته‌های کلادیوس بطلمیوس جغرافی‌دان رومی-یونانی مقیم مصر، غزنی در عهد باستان یک بازار کوچک بود. در سدهٔ ششم پیش از میلاد کوروش دوم؛ پادشاه وقت خاندان هخامنشی این منطقه را تصرف کرده و آن را شامل قلمرو شاهنشاهی هخامنشی کرد.
در سال ۳۲۹ پیش از میلاد و در طی فتوحات اسکندر بزرگ، جمعیتی از یونانیان همراه او در این منطقه سکونت یافته و شهری جدید به نام «اسکندریه در اُپیانا» (به یونانی: Αλεξάνδρεια Ωπιανή) تأسیس نمودند که پایهٔ اصلی شهر امروزی است.
تا سدهٔ هفتم میلادی غزنی یکی از مراکز بودایی در آسیای مرکزی بود. با ورود سپاه عرب‌های مسلمان در منطقه این سپاهیان مردم این شهر را مجبور به مسلمان شدن می‌کردند. اما مخالفت‌ها با دین نو باعث شد تا یقوب لیث صفاری از زرنج این شهر را به زور تصرف و قوانین اسلام را در آنجا حاکم کند. غزنی در سال ۳۴۱ هجری خورشیدی به عنوان پایتخت سلسلهٔ غزنویان انتخاب شد. در سدهٔ ۱۱ میلادی، غزنی یکی از مهم‌ترین مراکز فرهنگی-ادبی پارسی در منطقه بود. علاقهٔ ادبی سلطان محمود غزنوی باعث شده بود تا بسیاری از شاعران و فیلسوفان پارسی‌گو در دربار او مشغول باشند.
غزنی از پیش از اسلام مرکز زابلستان بوده است. زابلستان در شاهنامهٔ فردوسی به عنوان کانون پهلوانان از اهمیت زیادی برخوردار است.

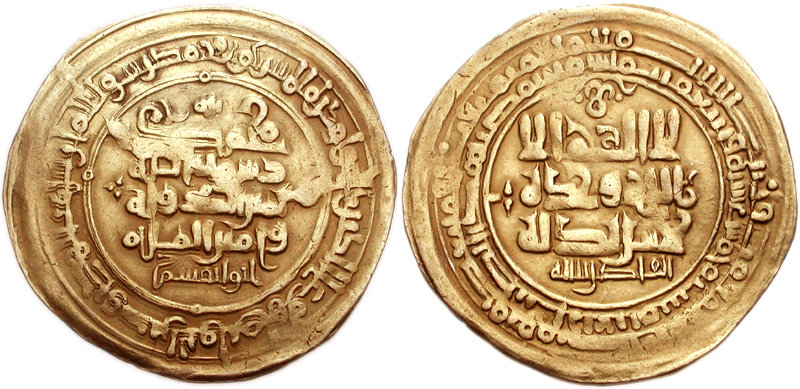
مسکوکات سلطان محمود غزنوی

غزنی از دوران پس از اسلام نیز شهری بزرگ در خراسان بوده، و از جملهٔ آبادترین و زیباترین شهرهای آسیا به‌شمار می‌آمده است. این شهر هزار باب مدرسه داشته است، و مرکز تجمع دانشمندان بسیاری مانند ابوریحان بیرونی، فردوسی، ابوالفضل بیهقی، عبدالحی گردیزی، سنایی، مسعود سعد سلمان، عنصری، منوچهری دامغانی و فرخی سیستانی بوده است.
غزنی پایتخت سلطنت غزنویان در سال‌های (۱۱۸۷–۹۷۵ میلادی) بود و سلطان محمود غزنوی سال‌ها در آبادی و گسترش آن کوشید. در دهه‌های نخست سدهٔ یازدهٔ میلادی غزنی مهم‌ترین کانون ادبیات پارسی بود و این نتیجهٔ کوشش‌های سلطان محمود غزنوی بود که انجمنی از دانشوران، فیلسوفان و شاعران را به گرد تختگاه خود گرد هم آورده‌بود.

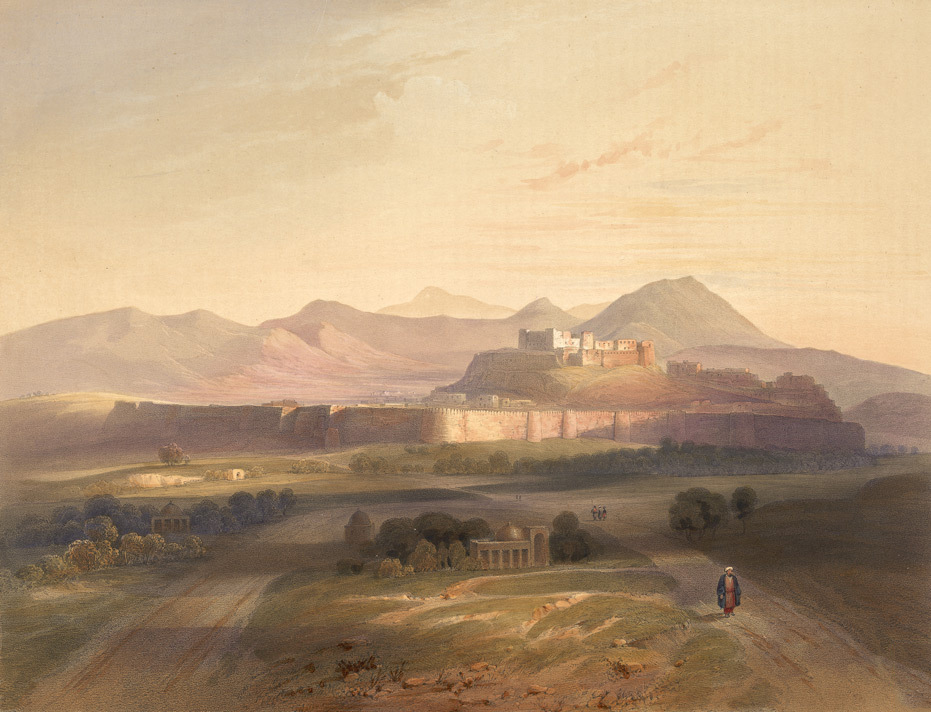
بالاحصار غزنی بین سالهای ۱۸۳۹ الی ۱۸۴۲

در جنگ‌هایی که میان افغان‌ها و انگلستان در سال‌های ۱۸۴۲–۱۸۳۸ م. واقع شد، غزنی به تصرف انگلیسی‌ها درآمده بود.

## جغرافیا

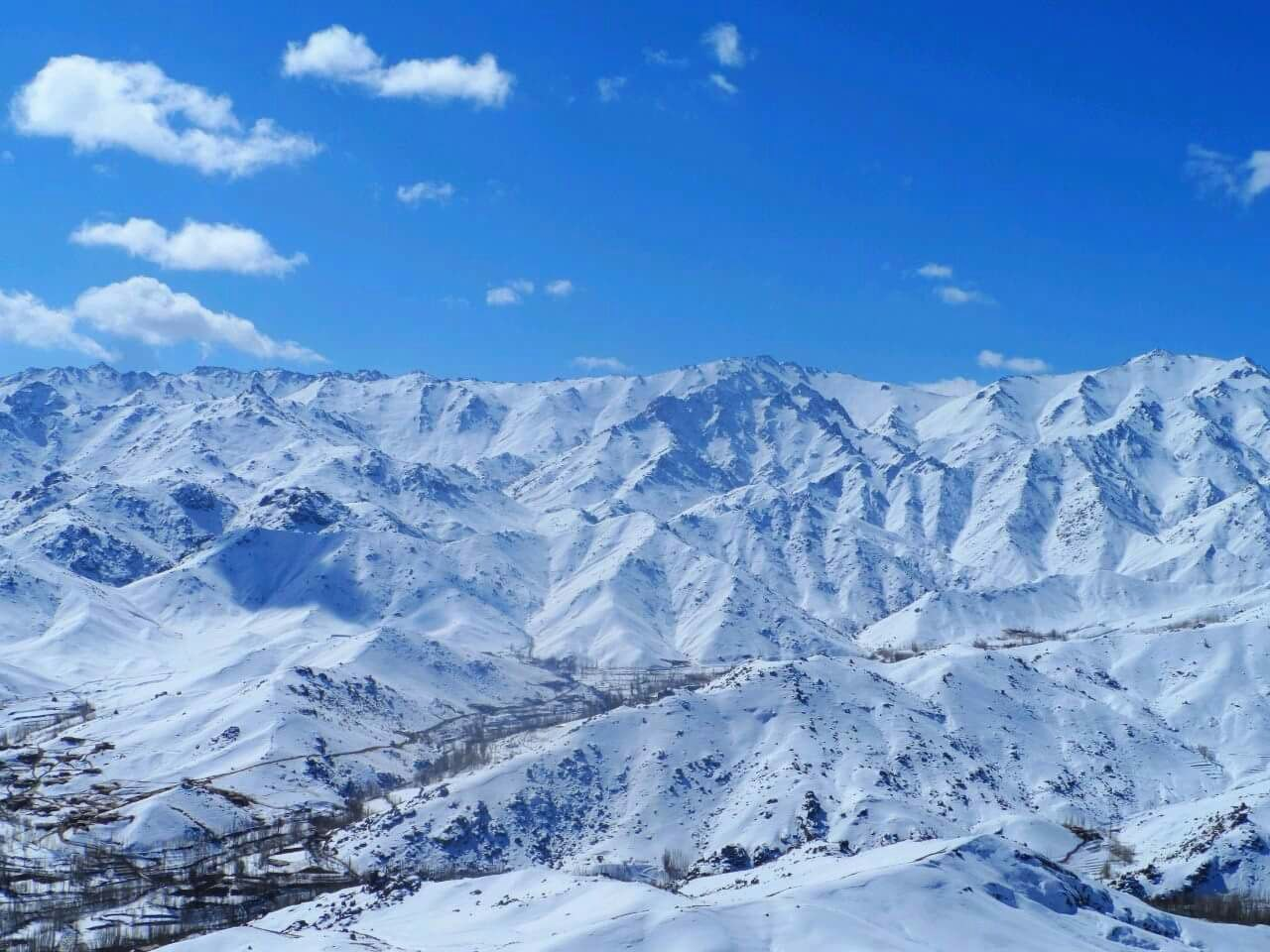
کوه‌های برفی غزنی، ولسوالی جاغوری، منطقه المیتو

شهر غزنی در شمال ولایت غزنی قرار دارد. این شهر مانند اکثر مناطق افغانستان در حصار کوه‌ها بوده و داری آب و هوای خیلی گرم در تابستان و خیلی سرد در زمستان می‌باشد.

### آب و هوا
آب و هوای سرد در زمستان و تابستان‌های خوش آب و هوا، همراه با بارش سالانه ۲۲۰ میلیمتر
| آب و هوای غزنی          | آب و هوای غزنی | آب و هوای غزنی | آب و هوای غزنی | آب و هوای غزنی | آب و هوای غزنی | آب و هوای غزنی | آب و هوای غزنی | آب و هوای غزنی | آب و هوای غزنی | آب و هوای غزنی | آب و هوای غزنی | آب و هوای غزنی | آب و هوای غزنی |
|                         | ژانویه         | فوریه          | مارس           | آوریل          | مـــــه        | ژوئـن          | ژوئیـه         | اوت            | سپتامبر        | اکتبـر         | نوامبر         | دسامبر         | سـال           |
| ----------------------- | -------------- | -------------- | -------------- | -------------- | -------------- | -------------- | -------------- | -------------- | -------------- | -------------- | -------------- | -------------- | -------------- |
| گرم‌ترین C°              | ۲              | ۴              | ۱۱             | ۱۷             | ۲۳             | ۲۹             | ۳۱             | ۳۱             | ۲۷             | ۲۰             | ۱۲             | ۵              | ۳۷             |
| میانگین گرم‌ترین‌ها C°    | ۵              | ۸              | ۱۳             | ۲۱             | ۲۶             | ۳۳             | ۳۶             | ۳۵             | ۳۱             | ۲۳             | ۱۵             | ۸              | ۲۱             |
| میانگین سردترین‌ها C°    | -۱             | ۱              | ۵              | ۱۲             | ۱۶             | ۲۲             | ۲۵             | ۲۴             | ۲۱             | ۱۴             | ۷              | ۲              | ۱۲             |
| سردترین C°              | -۱۱            | -۸             | -۱             | ۳              | ۷              | ۱۲             | ۱۴             | ۱۳             | ۸              | ۲              | -۳             | -۷             | -۱۲            |
| بارش mm                 | ۳۸             | ۵۶             | ۳۷             | ۸۹             | ۲۳             | ۳              | ۲۳             | ۰              | ۰              | ۳              | ۱۸             | ۳۸             | ۲۷             |
| منبع: ودربیس اکتبر ۲۰۰۸ |                |                |                |                |                |                |                |                |                |                |                |                |                |

## فرهنگ
تعلیم و تربیت

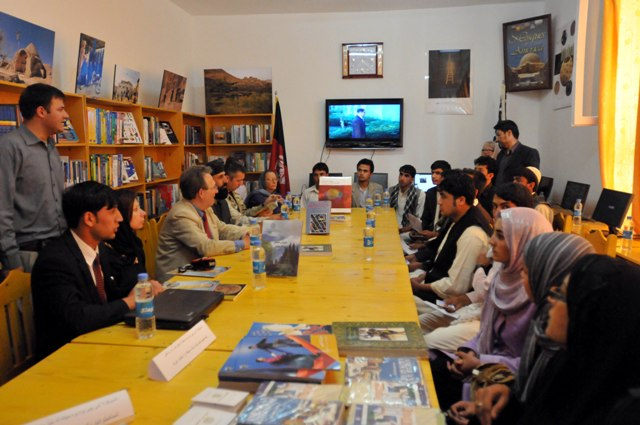

شهر غزنی ۵۴ مکتب دولتی و ۱۶ مکتب خصوصی برای آموزش محصلان ثانوی دارد. بر طبق آمار وزارت معارف غزنی دارای ۵۹٬۹۶۰ محصل ثانویه می‌باشد که ۱۳٬۸۸۶ نفر از آن‌ها را دختران تشکیل می‌دهند.دانشگاه غزنی در سال ۱۳۹۳ ه‍.ش راه‌اندازی شد که در آن رشته‌های تربیت معلم، کشاورزی، اقتصاد، ژورنالیسم، حقوق، زراعت، کامپیوتر، ساینس، و طب تدریس می‌شود. در سال ۲۰۱۰ ایالات متحده با راه‌اندازی یک کتابخانهٔ عمومی دسترسی به اطلاعات را در این شهر برای مردم آسان‌تر کرد.

## ترابری

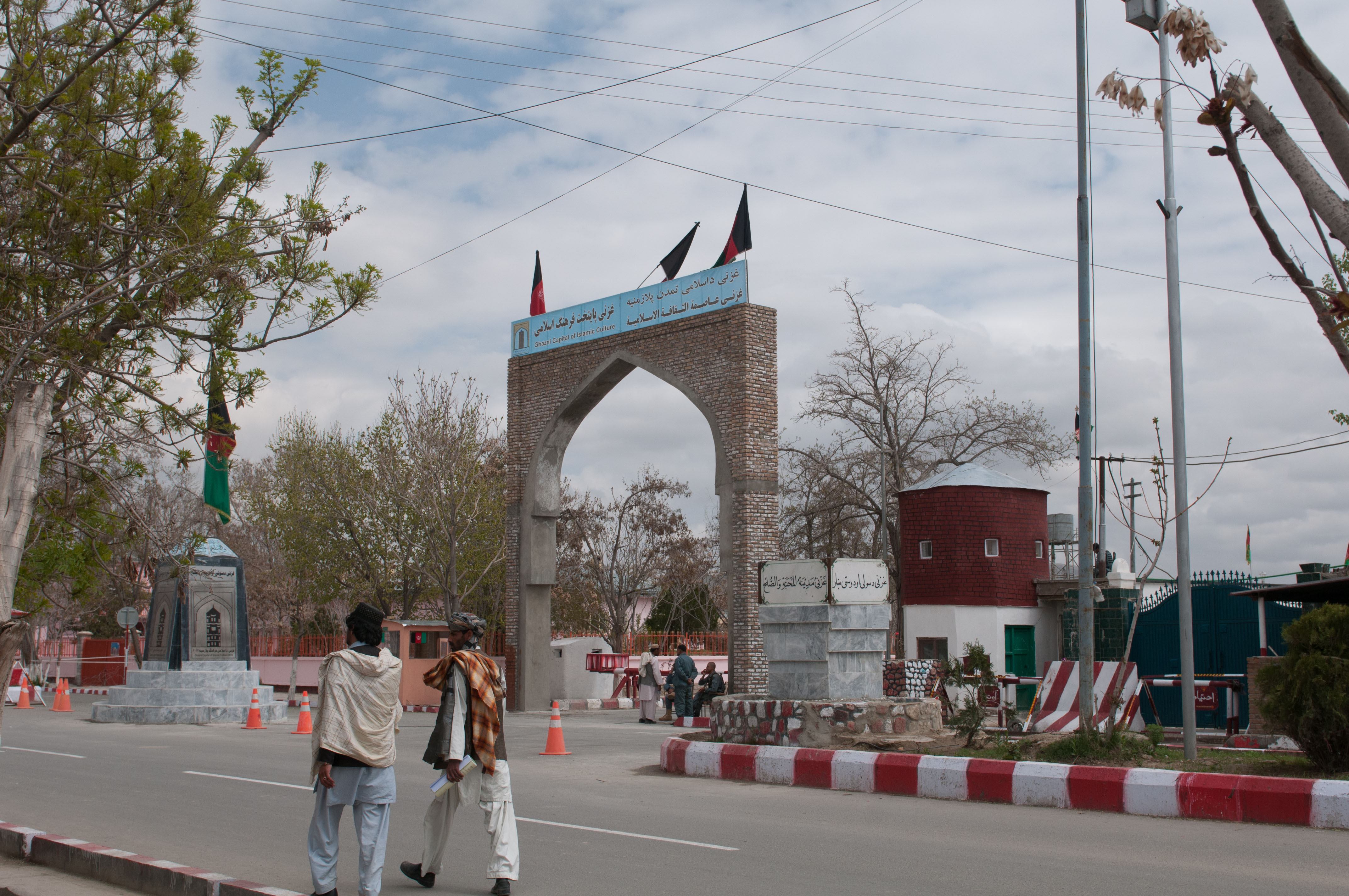
دروازه‌های جدید ساخته شده غزنی

در آپریل ۲۰۱۲، موسی خان اکبر زاده والی غزنی اولین سنگ ساخت فرودگاه غزنی را گذاشت. کار در سال دیگر و با نظارت متصدی مدیریت ولایت غزنی احمد ولی توکلی تکمیل شد.
شهر غزنی در نزدیکی شاهراه اصلی نمبر ۱ افغانستان که کابل را به کندهار و هرات متصل می‌سازد، است. جاده یی در شمال غربی، شاهراه را با شهر غزنی جاده یی در شرق، شاهراه را با شهر گردیز و جاده‌های دیگری هم شهر غزنی را با دیگر قریه‌ها و هزاره جات متصل می‌سازد.

## مردم

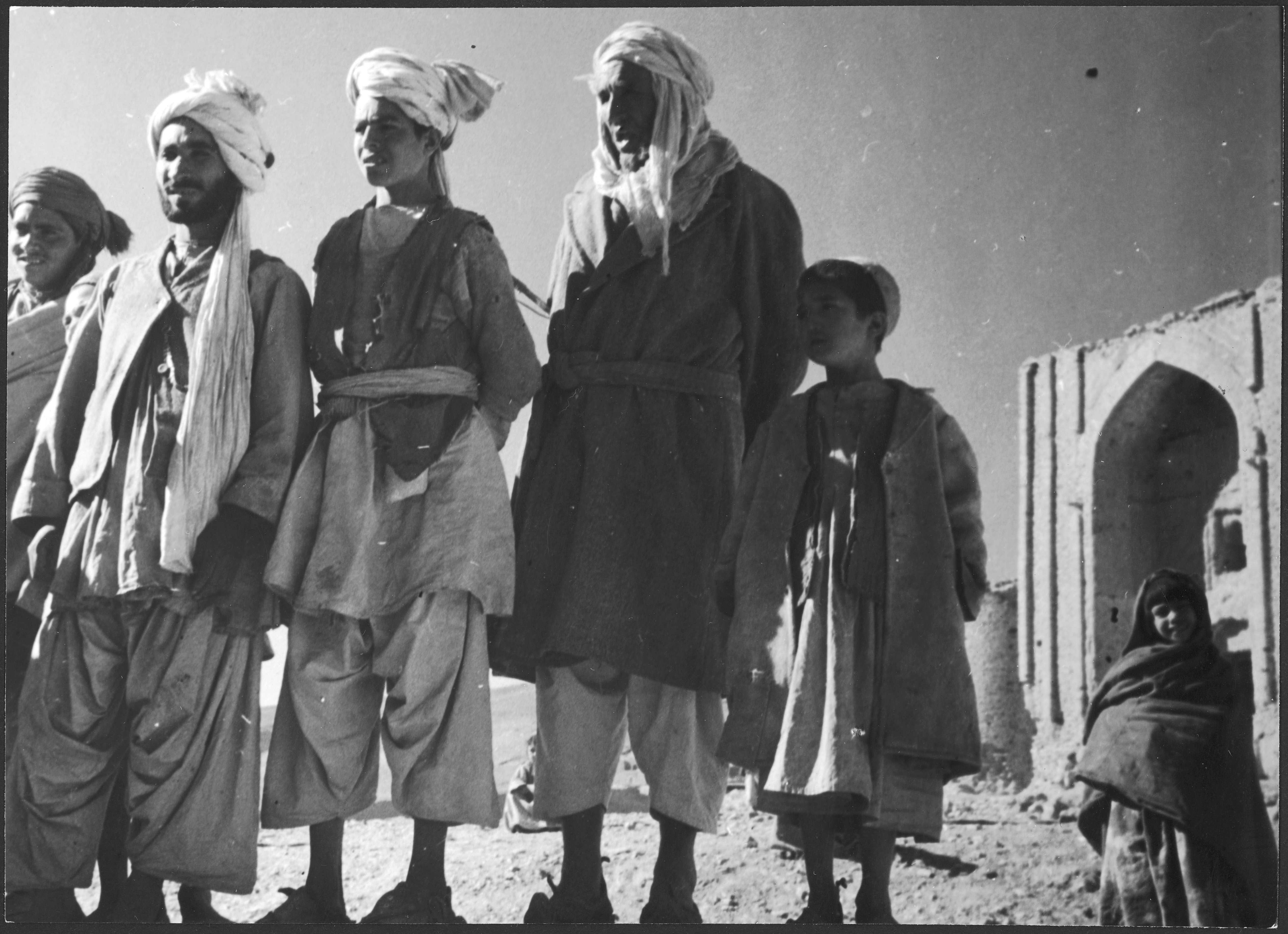
مردم غزنی در ۱۹۳۹

بیش از ۹۰ درصد مردم این شهر فارسی‌وان با لهجه غزنیچی (یکی از لهجه‌های بسیار مختلط از فارسی ساده هزارگی، ترکی و فارسی دری) هستند و شهر غزنی دارای ساختار جمعیتی بسیار متنوع و پیچیده‌ای است که نشانه‌ای از تنوع قومی افغانستان به‌شمار می‌رود و بازتابی از ساختار قومی کل افغانستان می‌باشد. این تنوع نه تنها در اقوام، بلکه در زبان، مذهب و فرهنگ نیز قابل مشاهده است.

## آموزش

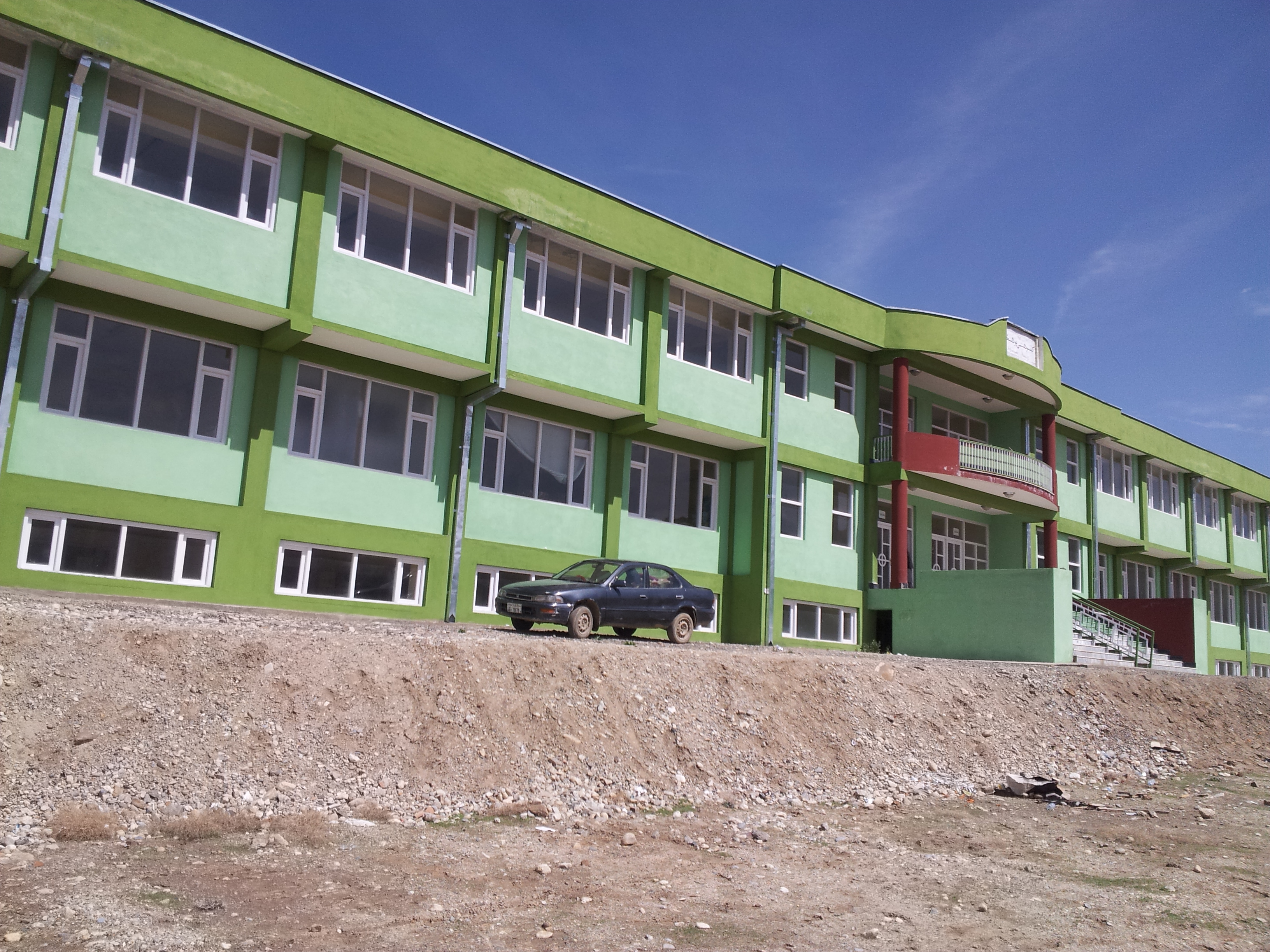
دانشگاه غزنی

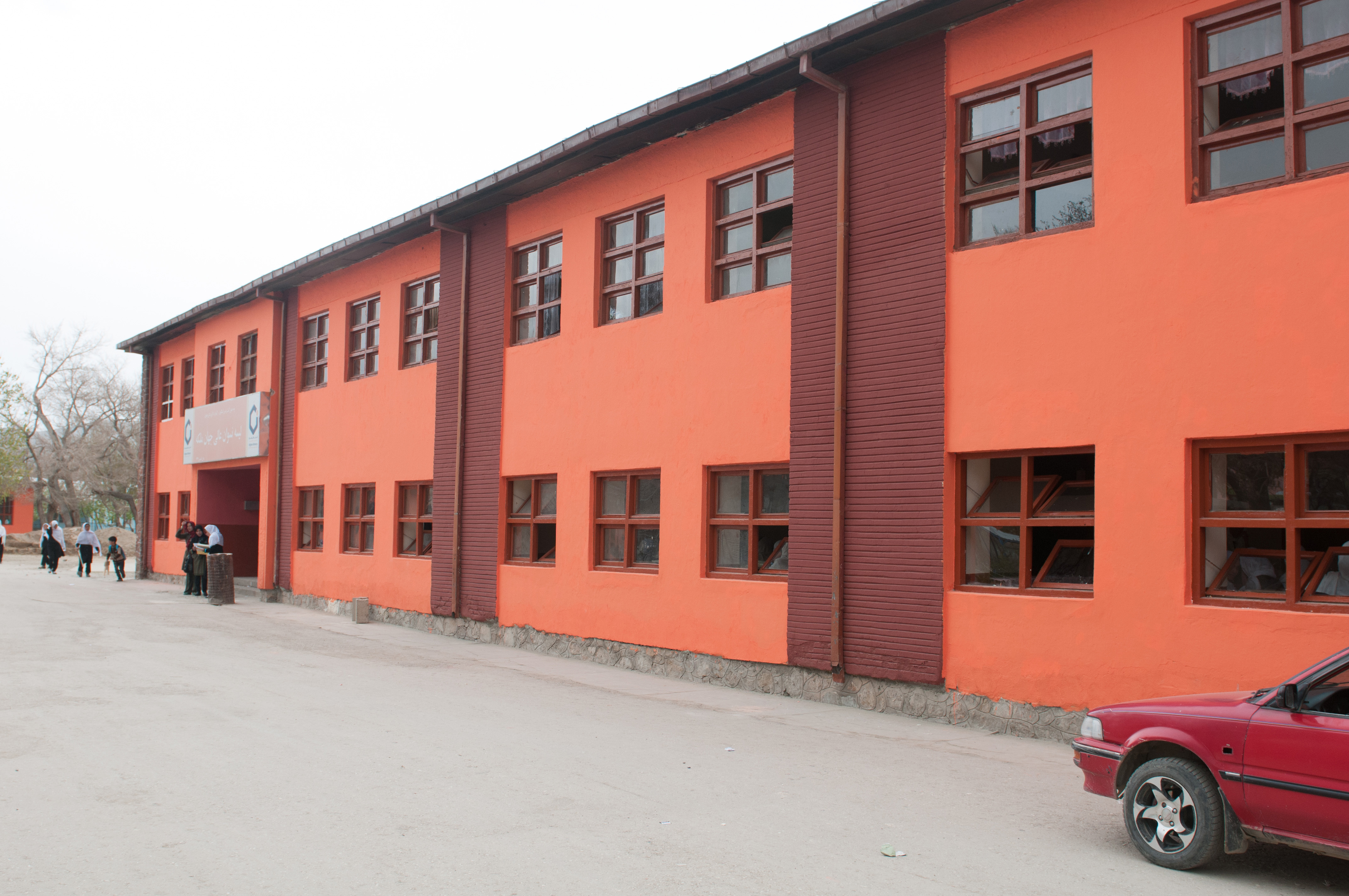
مکنبی در غزنی

شهر دارای چندین مکتب عمومی است. مکتب ملکه جهان، مکتبی تماماً دخترانه است که ۵۰۰۰ دانش آموز دختر و ۱۵۰ معلم دارد. مکتب نسوان شهر کهنه هم مکتبی تماماً دخترانه است که ۳۰۰۰ دانش آموز دختر را تعلیم می‌دهد.

## امنیت
شهر غزنی یکی از شهرهای نسبتاً خطرناک می‌باشد. گروه‌های دهشت‌افکن مانند طالبان نفوذ زیادی در این شهر و ولسوالی‌های پشتون‌نشین این ولایت دارد. بسته‌شدن مکتب‌ها، شلیک راکت بر روی خانه‌های مسکونی و حملات بر روی افراد نظامی اتفاقاتی هستند که هر از چند وقتی در این شهر و ولسوالی‌های اطراف آن رخ می‌دهد.

### سقوط ولایت غزنی به دستطالبان
پنج‌شنبه شب مطابق نهم آگوست سال ۲۰۱۸ میلادی، گروه طالبان همراه با بیش از سه هزار افراد مسلح از چهار طرف شهر غزنی بالای غزنی حمله نمودند و برای مدتی کنترل شهر را به دست گرفتند، اما نتوانستند مقاومت کنند و در نهایت طالبان شکست خوردند و بالای مقام ولایت و ادارات امنیتی مسلط شوند.
پس از سه روز جنگ با بیش از ۲٬۰۰۰ قربانی از طالبان و بیش از ۳٬۰۰۰ قربانی از نظامیان و افراد ملکی، طالبان عقب‌نشینی نمودند. در میان کشته‌شدگان طالبان تروریست‌ها جنگجویان پاکستانی نیز دیده می‌شد.

## مکان‌های تاریخی
- آرامگاه سلطان محمود غزنوی
- قصر سلطان مسعود غزنوی
- آرامگاه ابوریحان بیرونی
- آرامگاه ابوالفضل بیهقی
- آرامگاه سنایی غزنوی
- آرامگاه شریف خان
- آرامگاه سبکتگین
- بالاحصار غزنی
- مناره‌های غزنی
- تپهٔ سردار

مکان‌های دیدنی دورهٔ غزنویان:

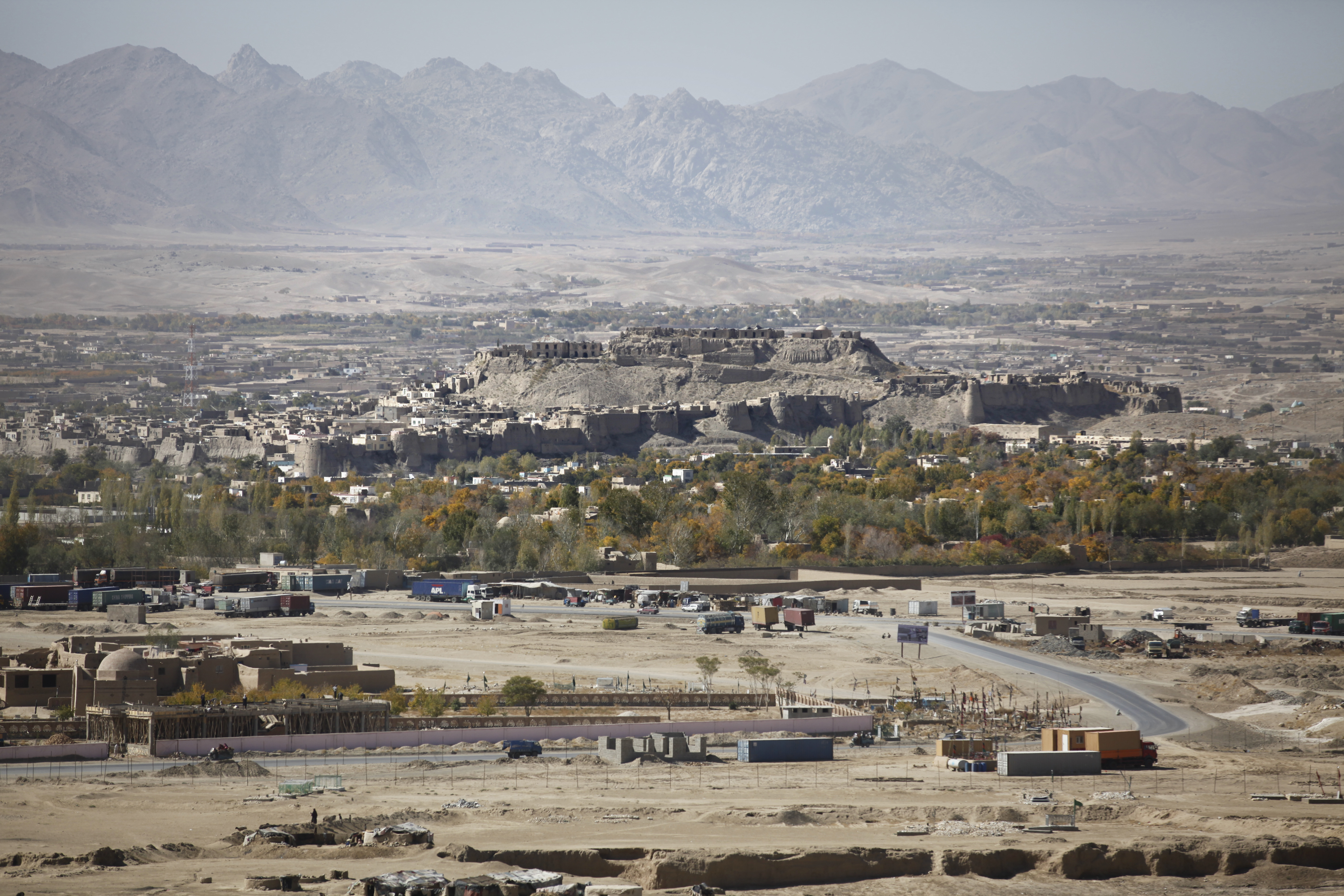
بالاحصار غزنی

حکیم سنایی در حدیقةالحقیقه غزنی را این‌گونه وصف کرده است:
| عرصهٔ مملکت چو باغ بهشت |  | مشک اذفر سرشته با گل و خشت |
| خاک مملکت شده کافور    |  | چشم بد باد ازین حوالی دور  |
| گر ببینی تو ملکت غزنین |  | باز نشناسی از بهشت برین    |

- باغ پیروزی: باغی که محل نشاط و شراب و همچنین انجام تشریفات رسمی زمان غزنویان، خصوصاً سلطان مسعود غزنوی بوده است. مقبرهٔ سلطان محمود نیز بر طبق وصیت خودش در آن باغ است.
- باغ محمودی: باغی که در زمان سلاطین غزنوی محل نشاط و شراب آنان بوده است.
- باغ هزاردرخت: باغی ساختهٔ سلطان محمود
- باغ صدهزار یا باغ صدهزاره

## شهرهای خواهرخوانده
- هیوارد (کالیفرنیا) [۱۸]
- گیژیتسکو لهستان[۹]
- نیشابور، ایران[۱۹]

## نگارخانه

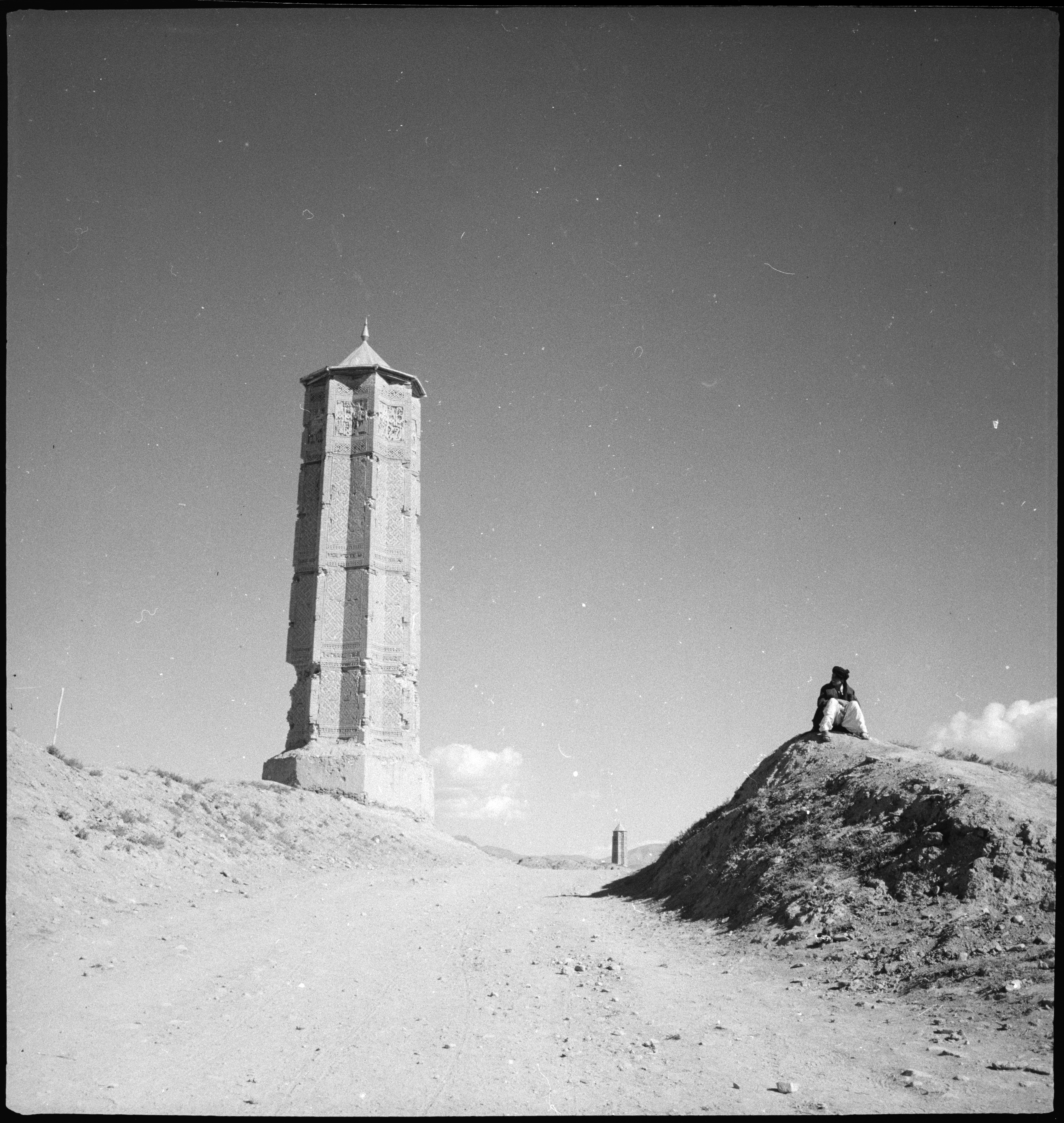
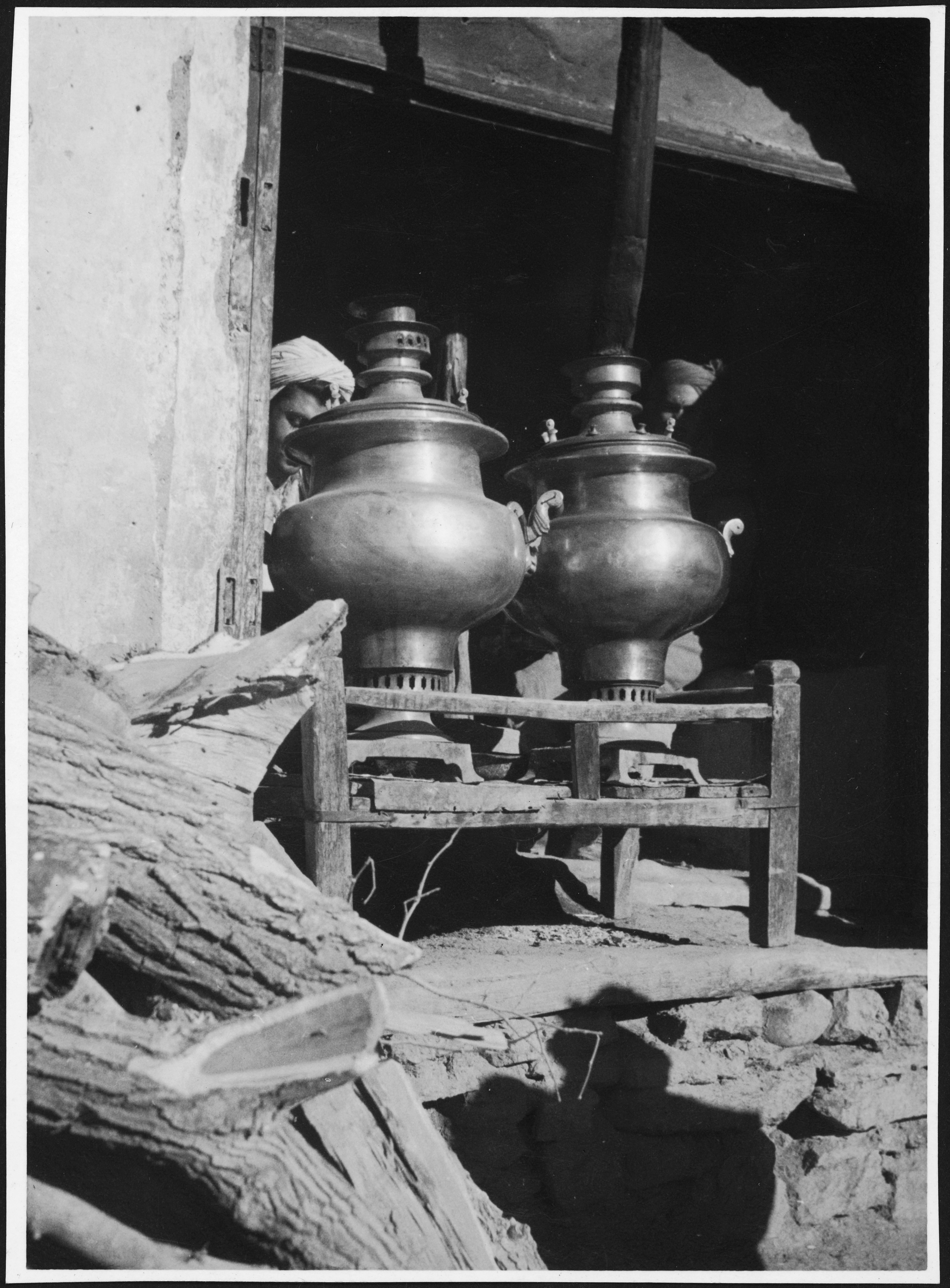
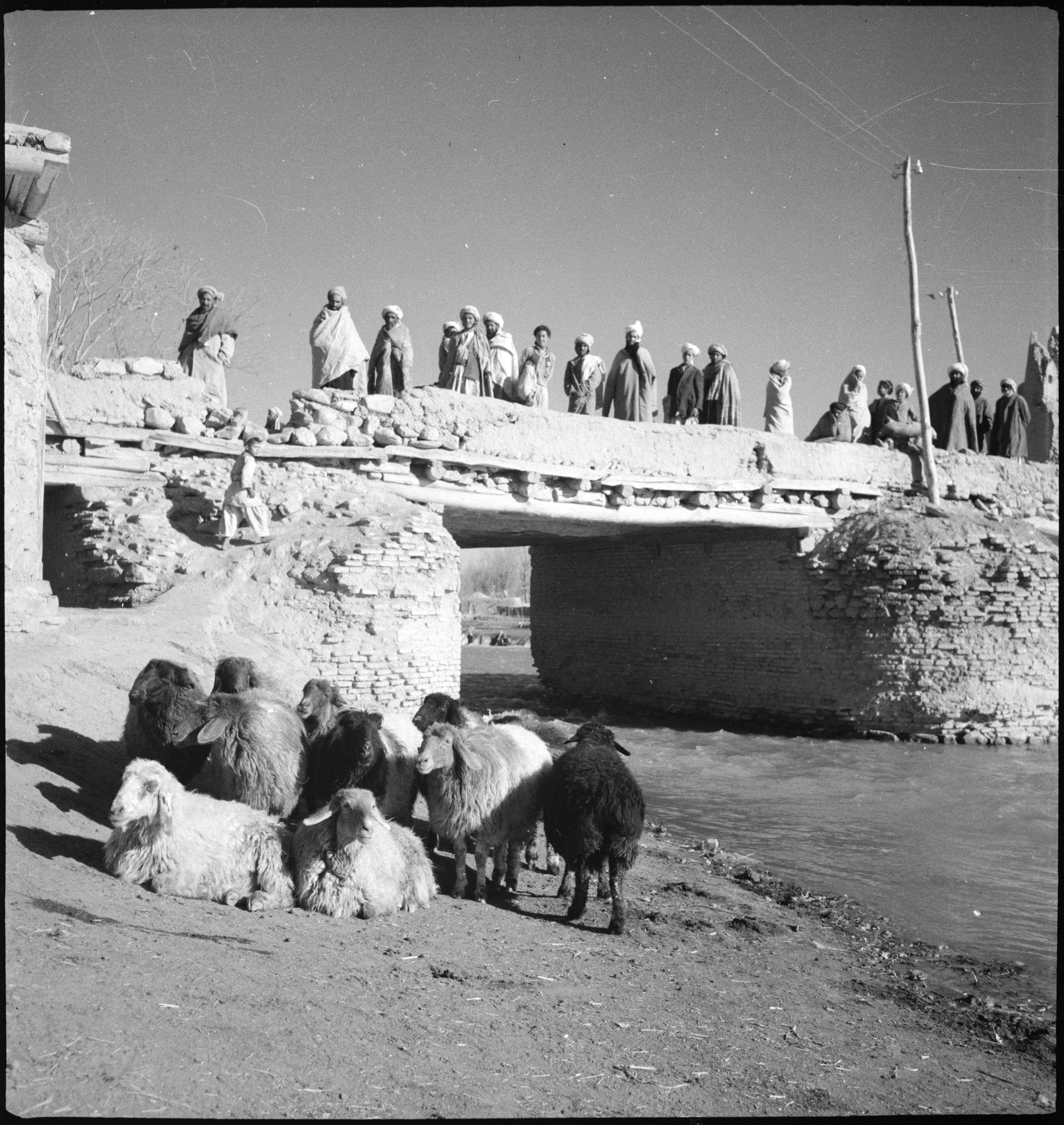
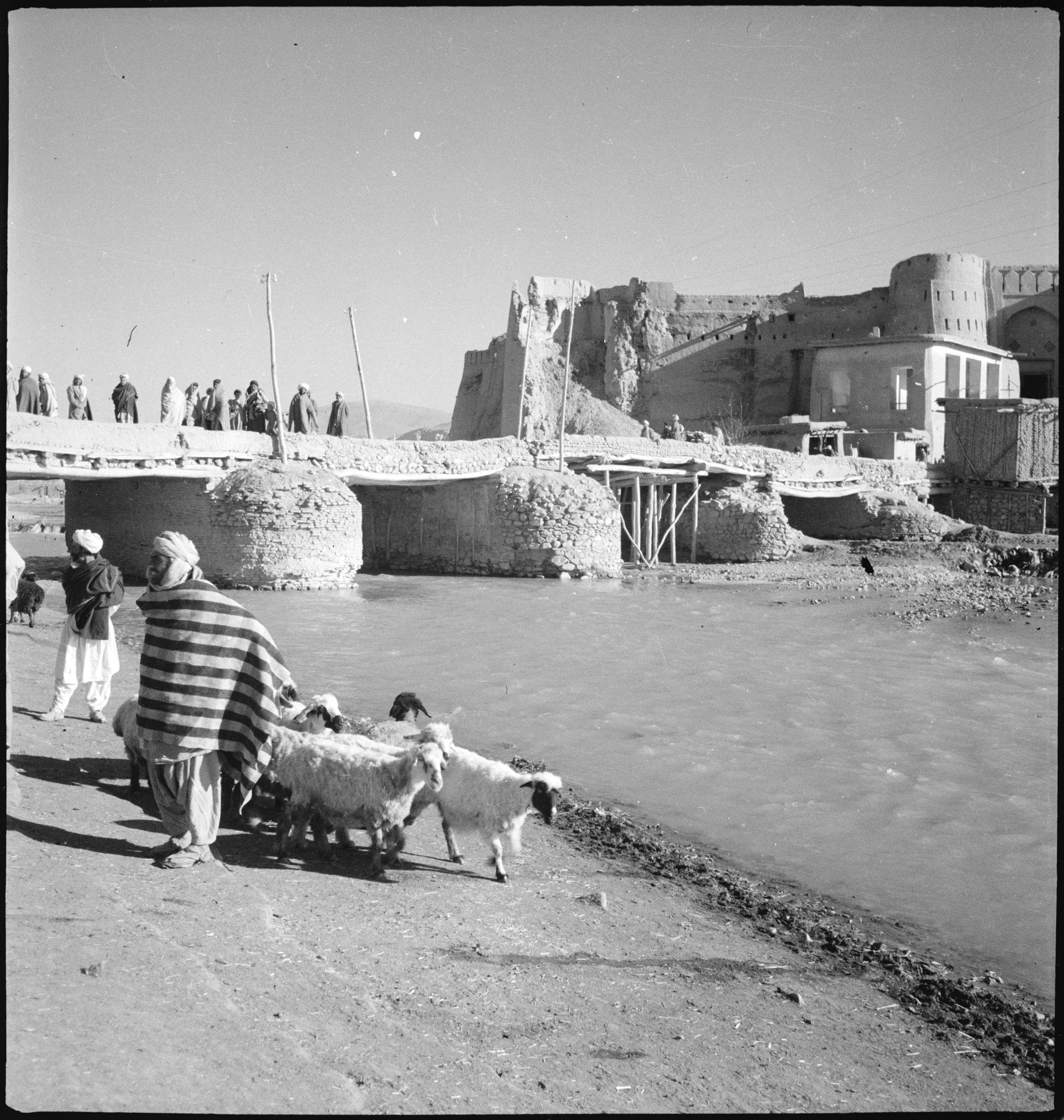
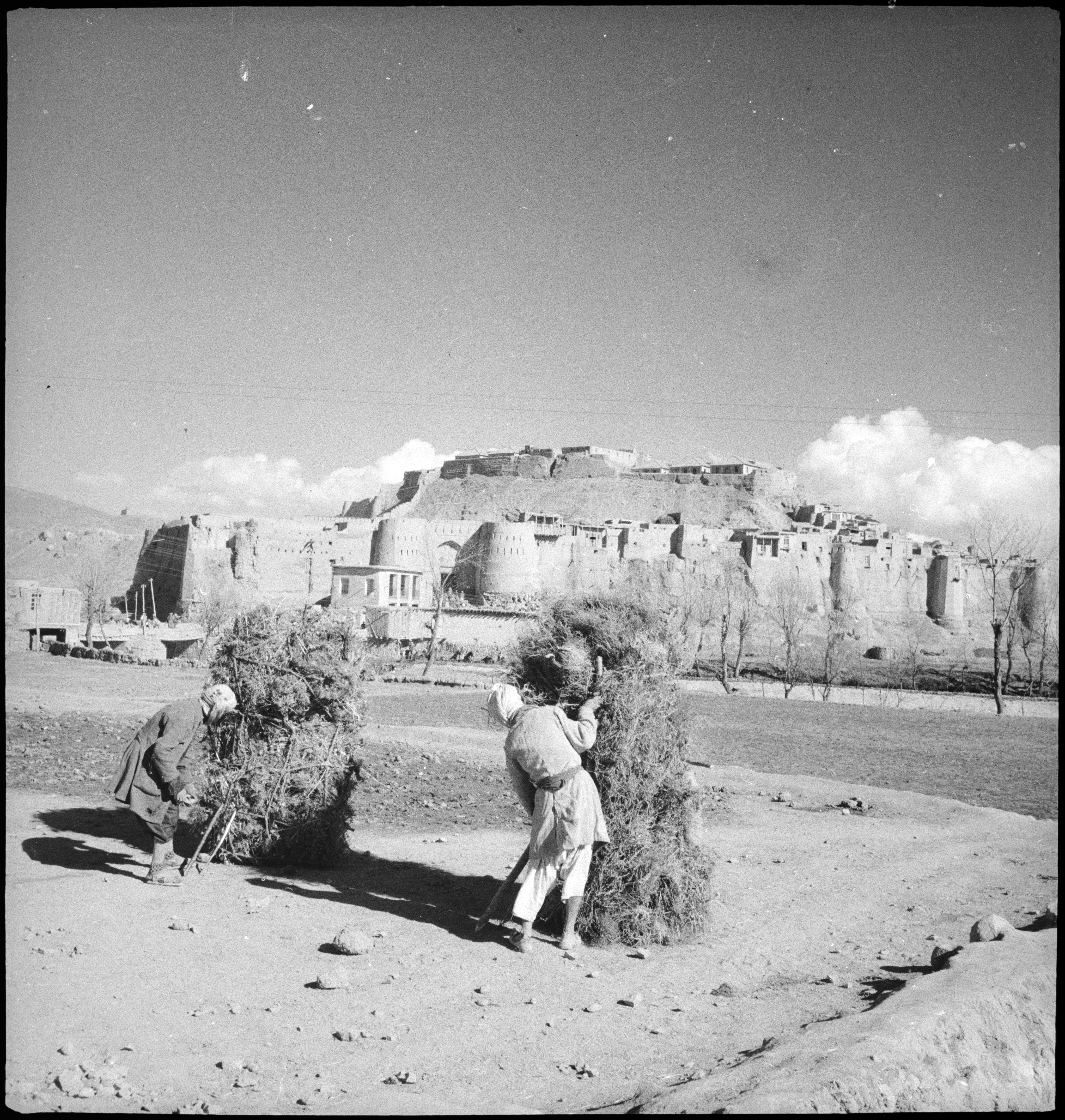
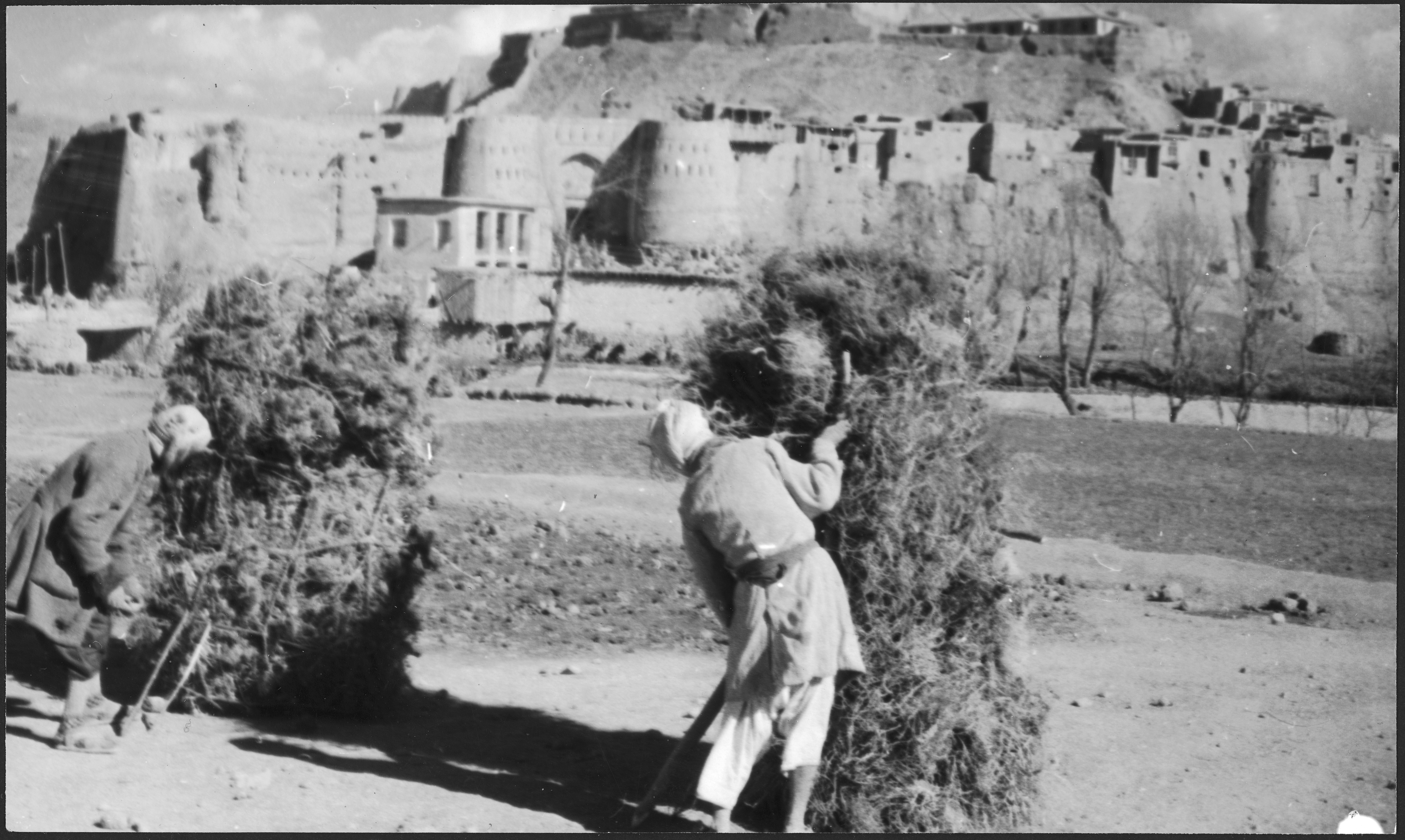
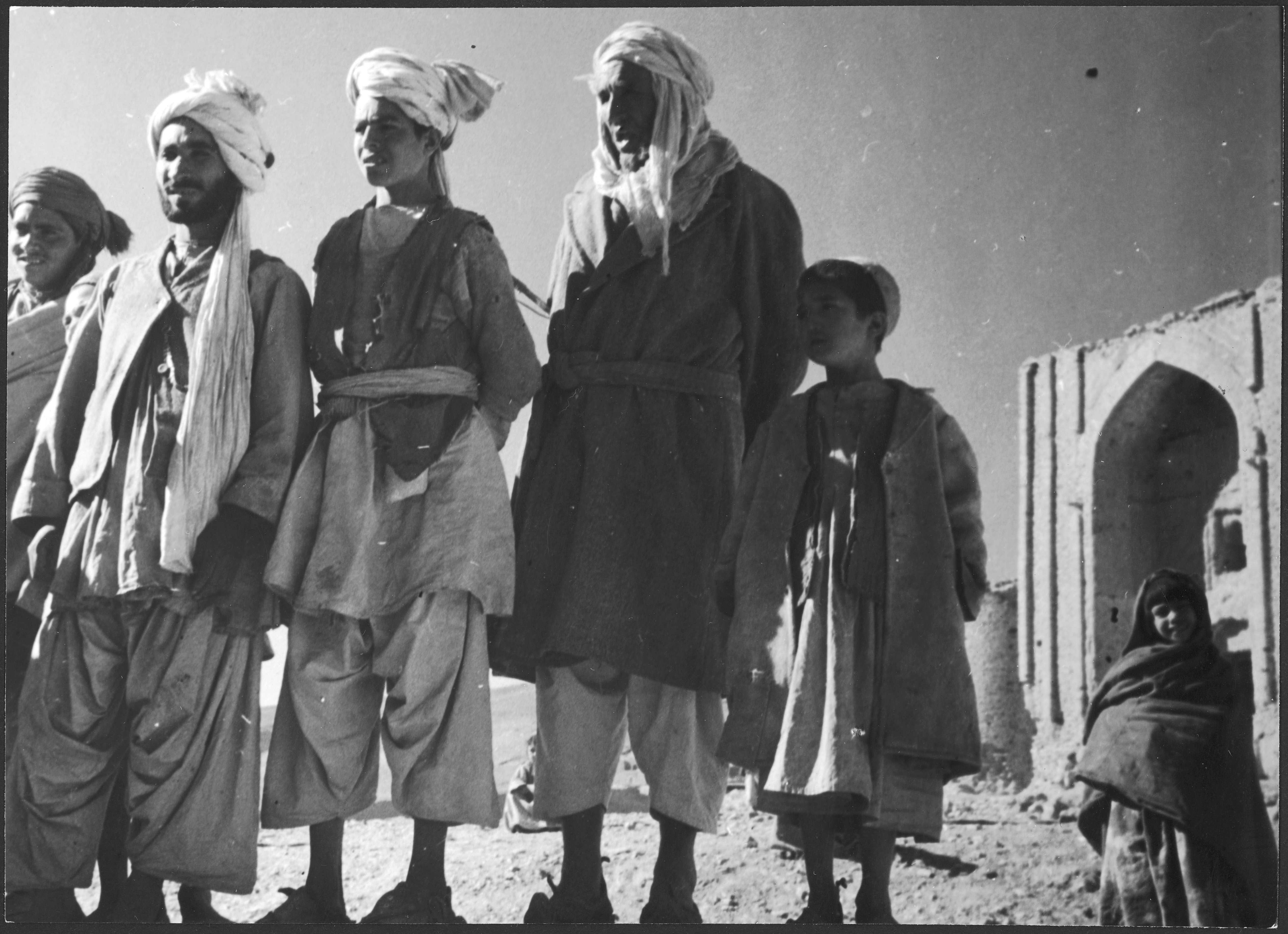
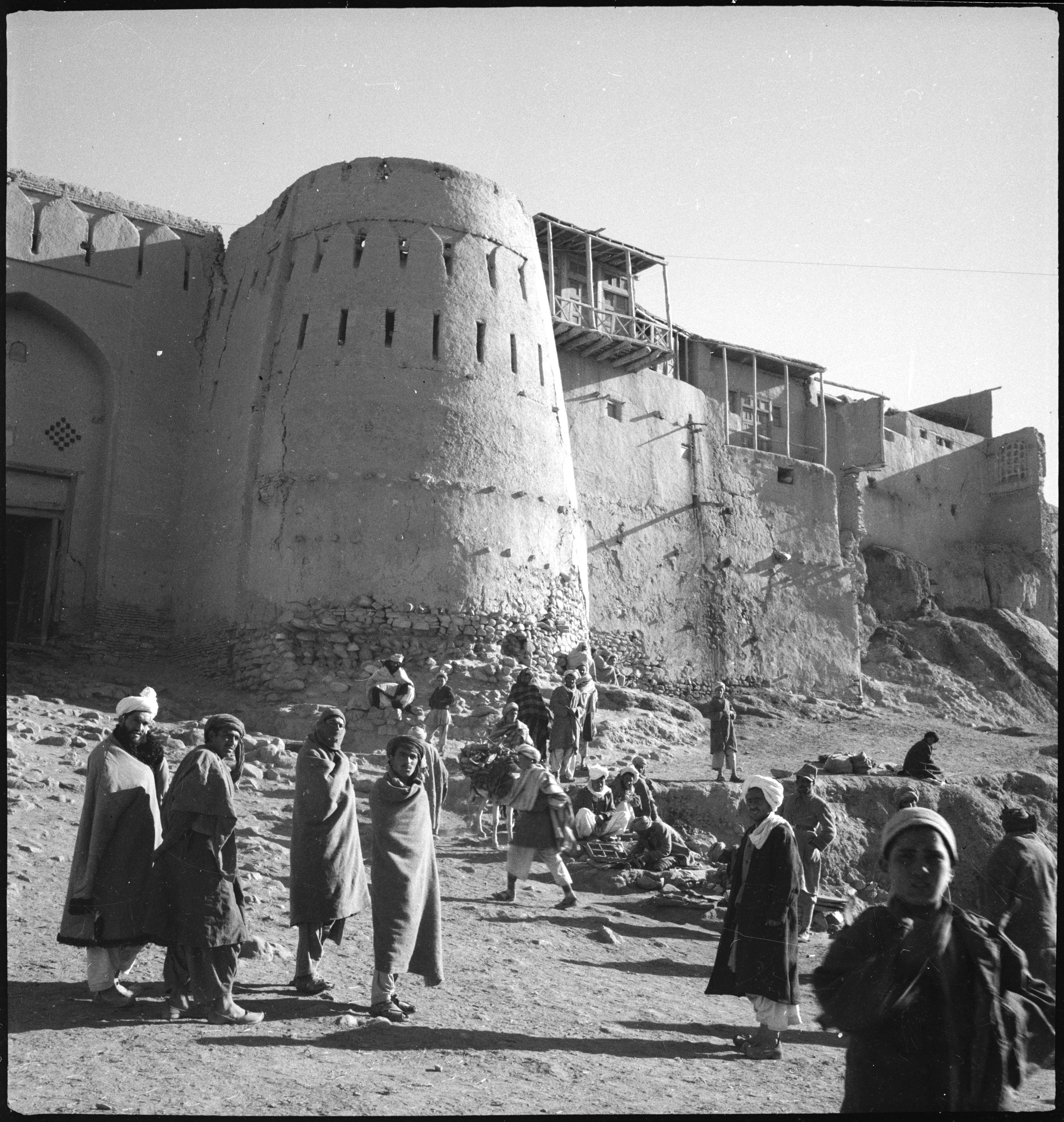
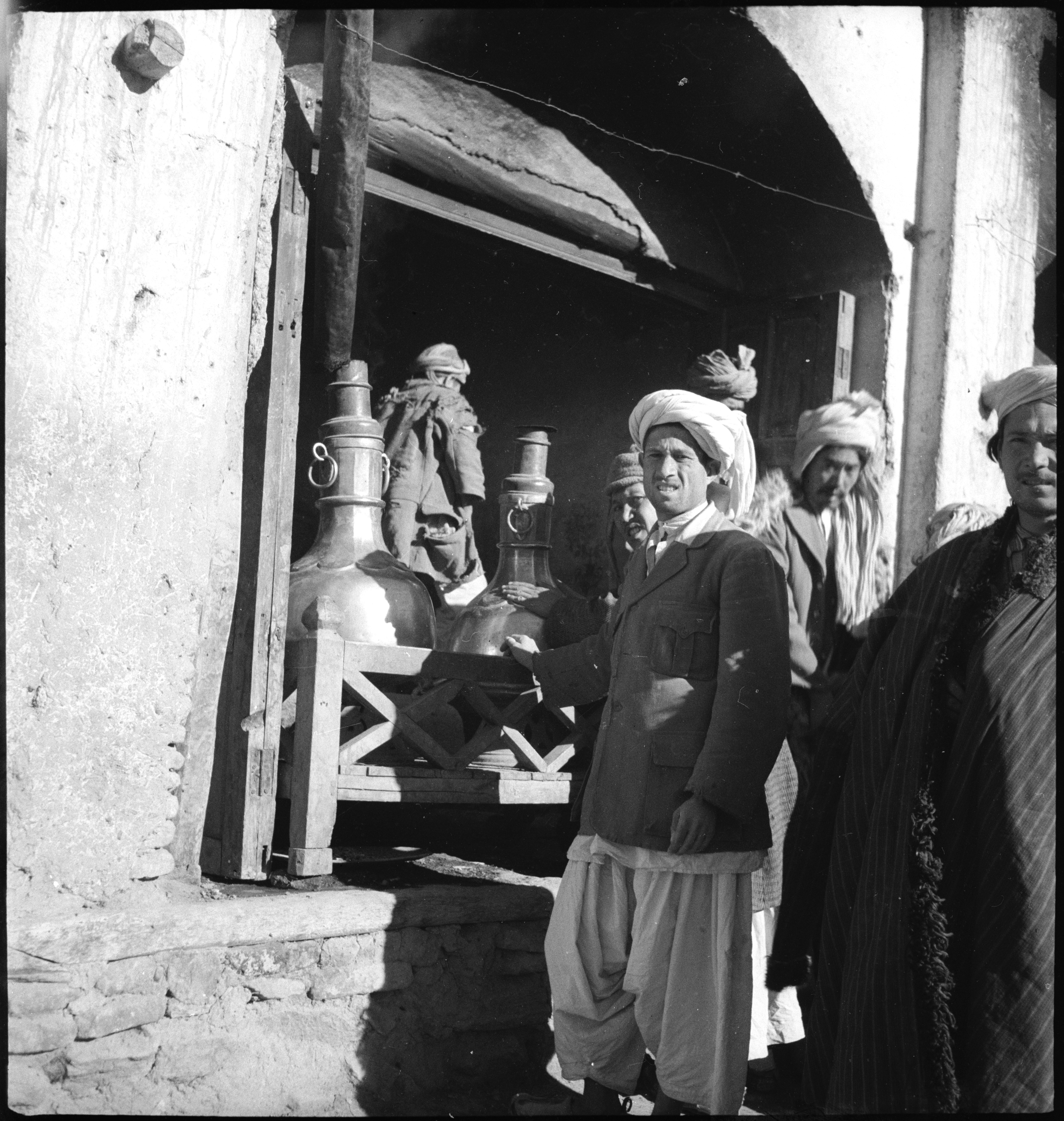
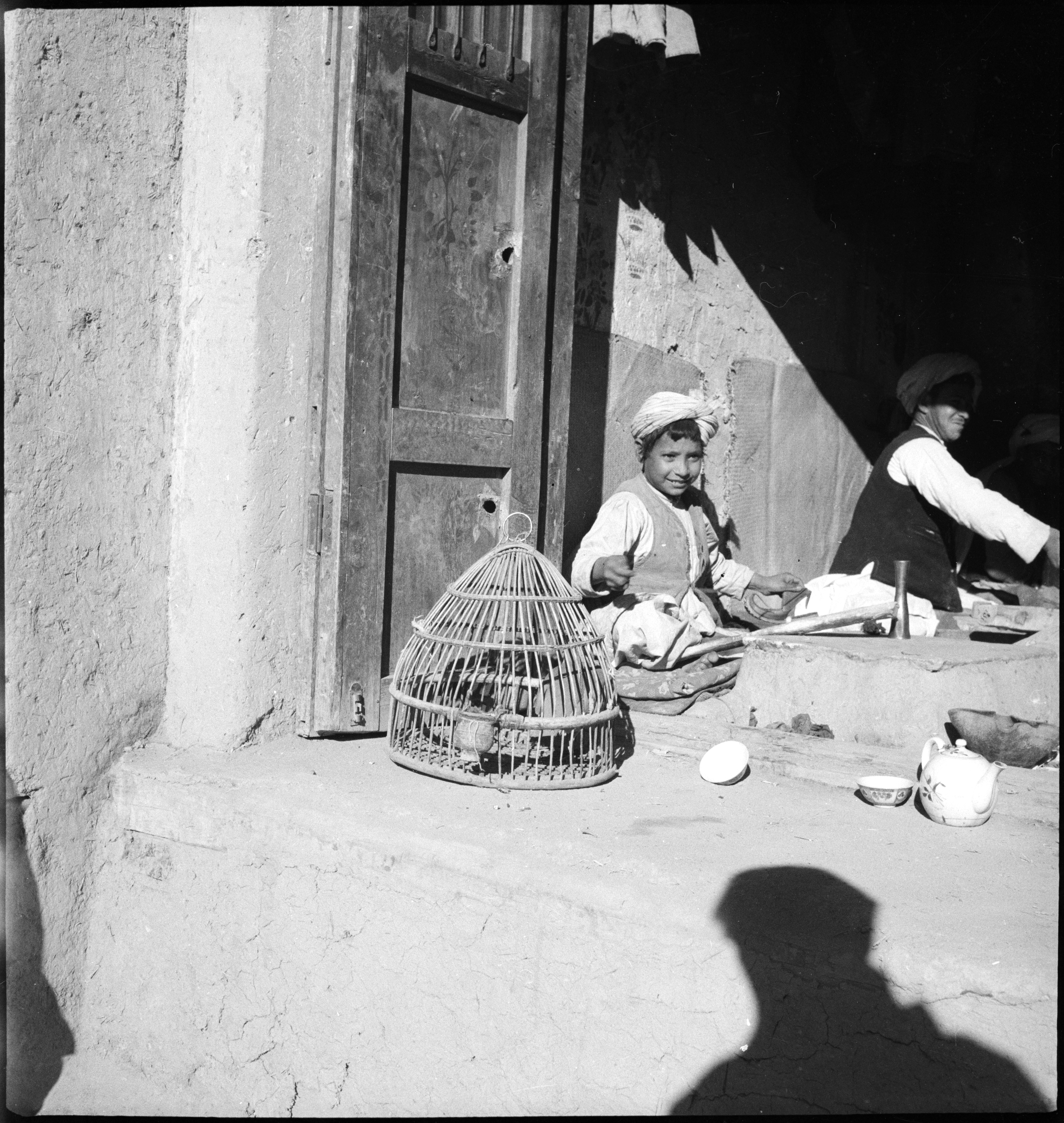
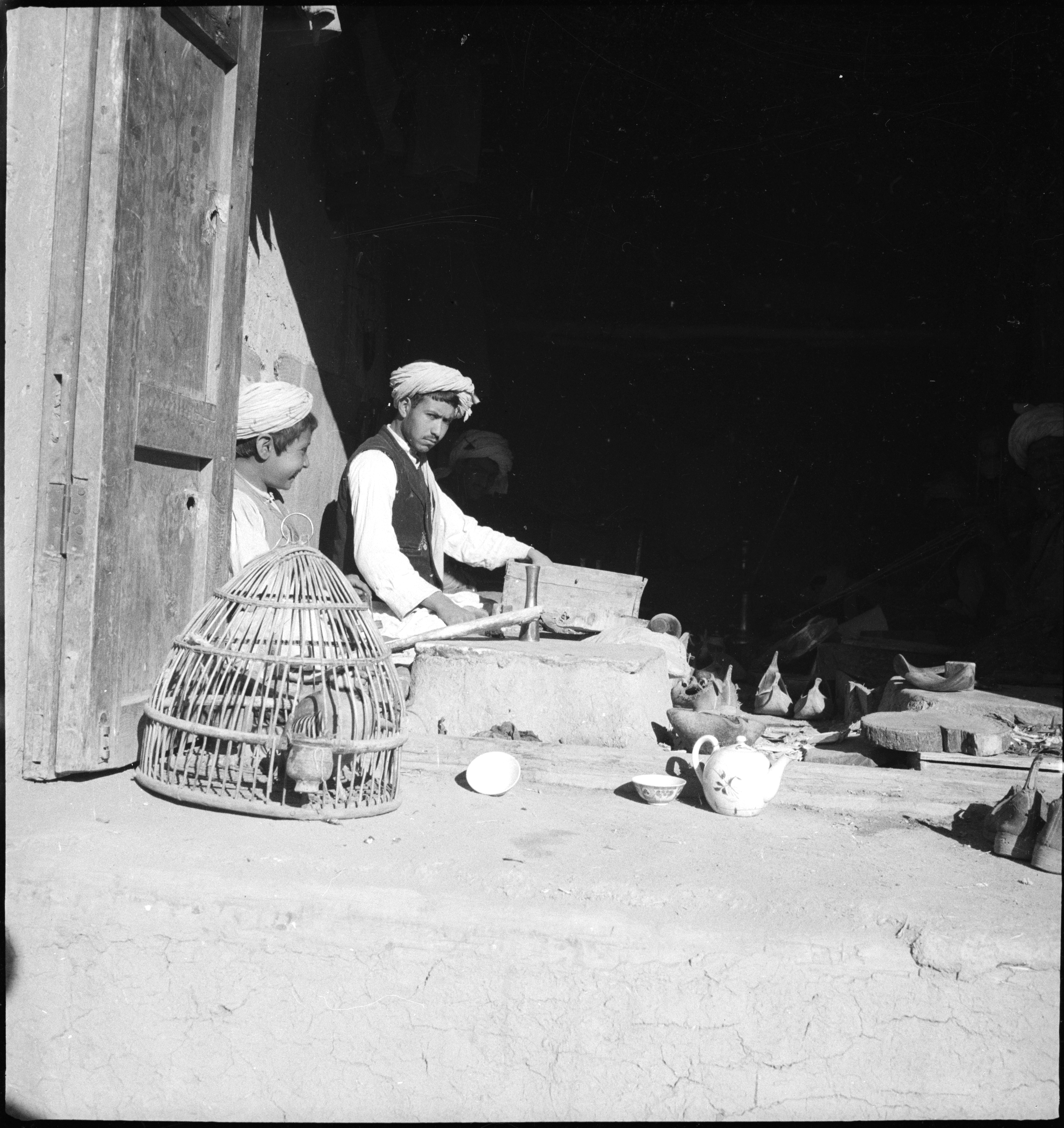
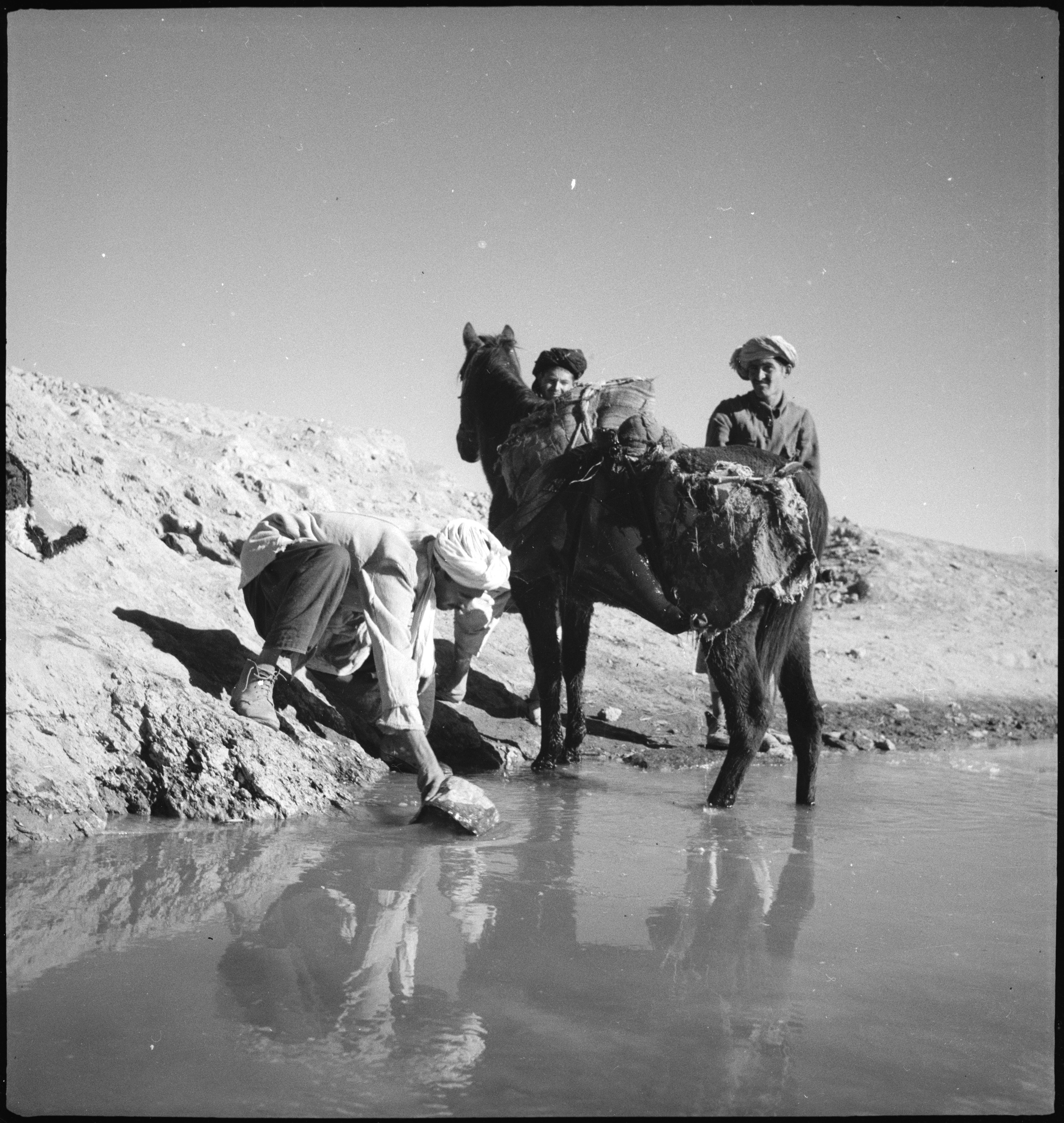
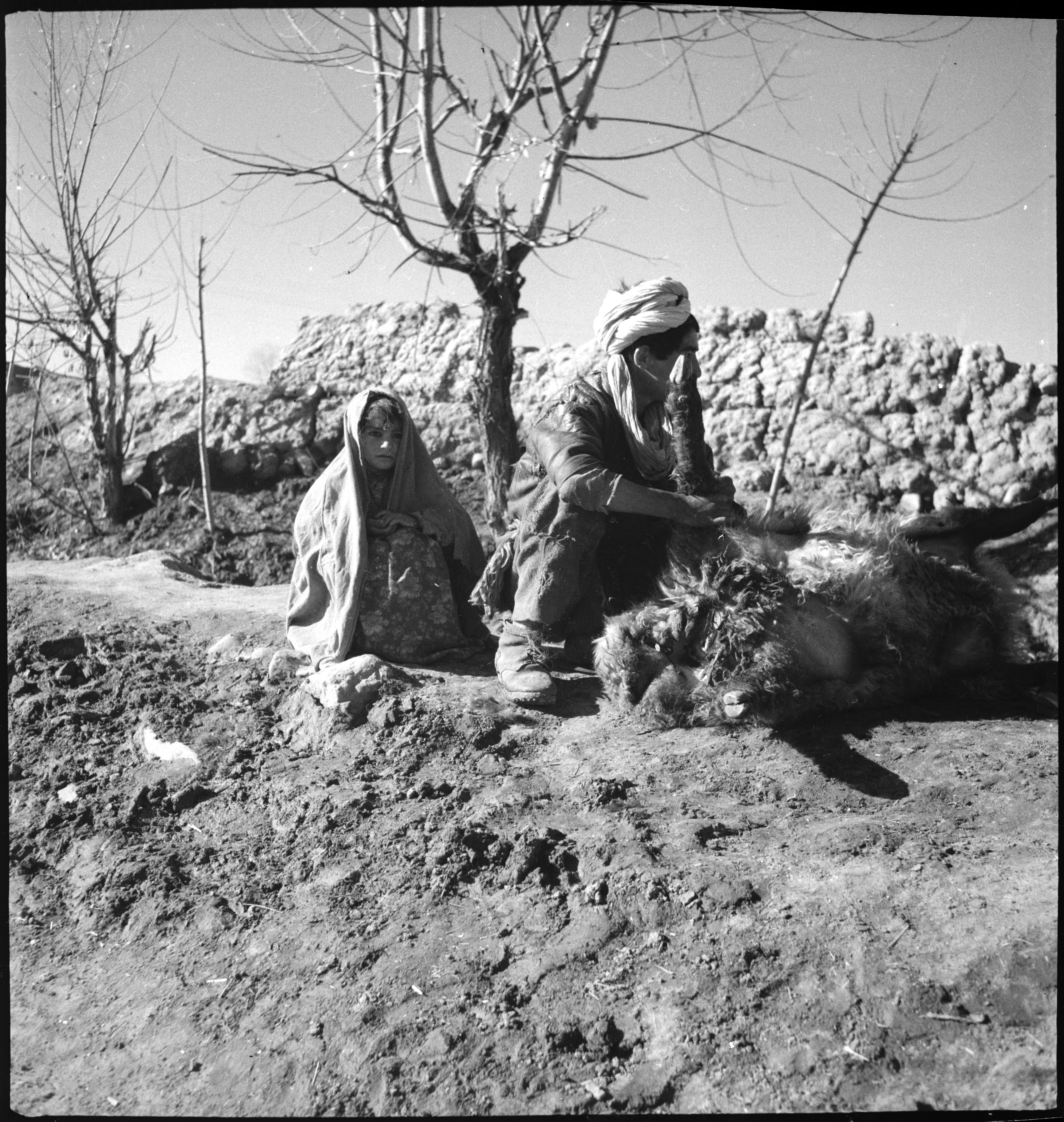
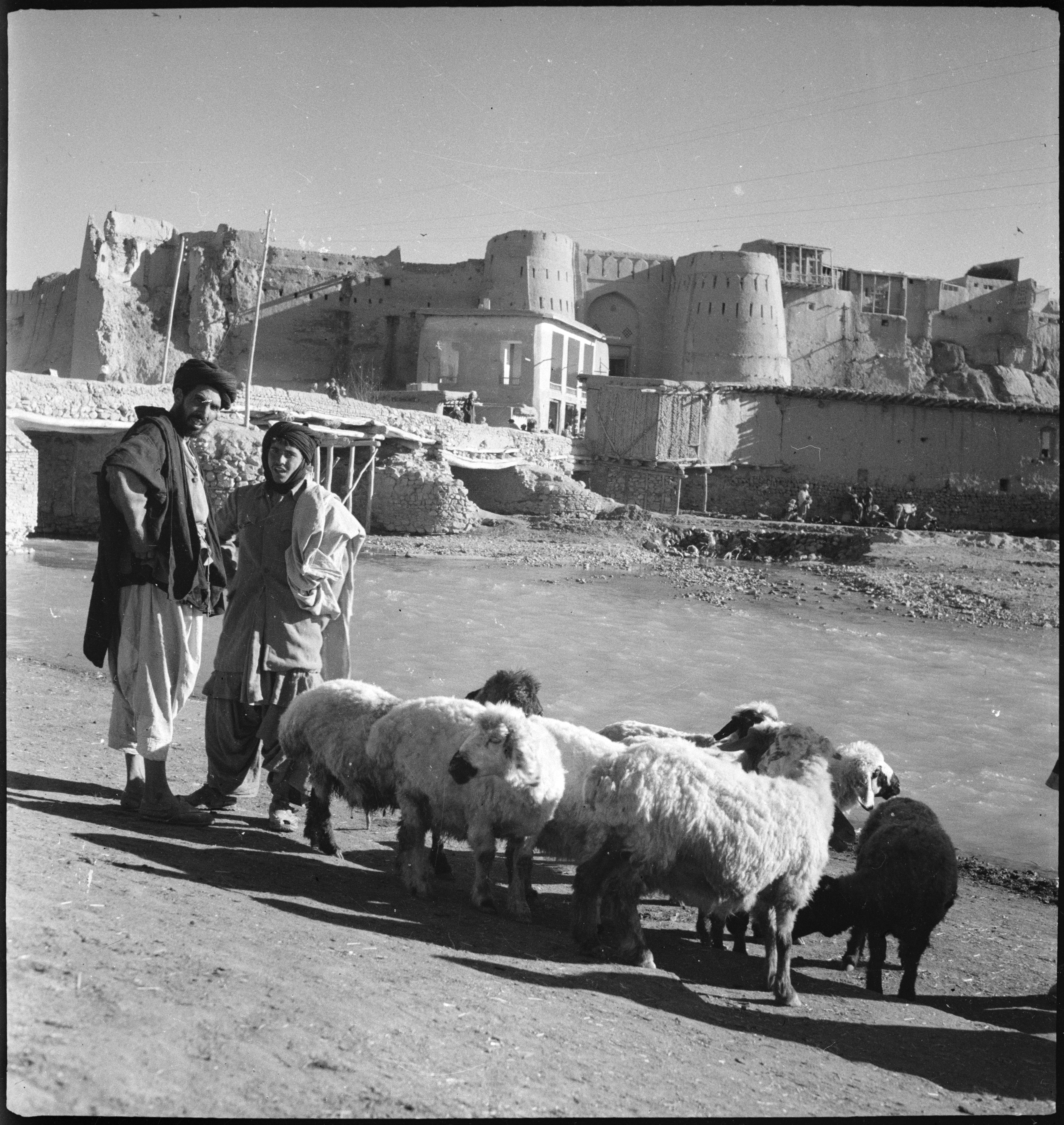
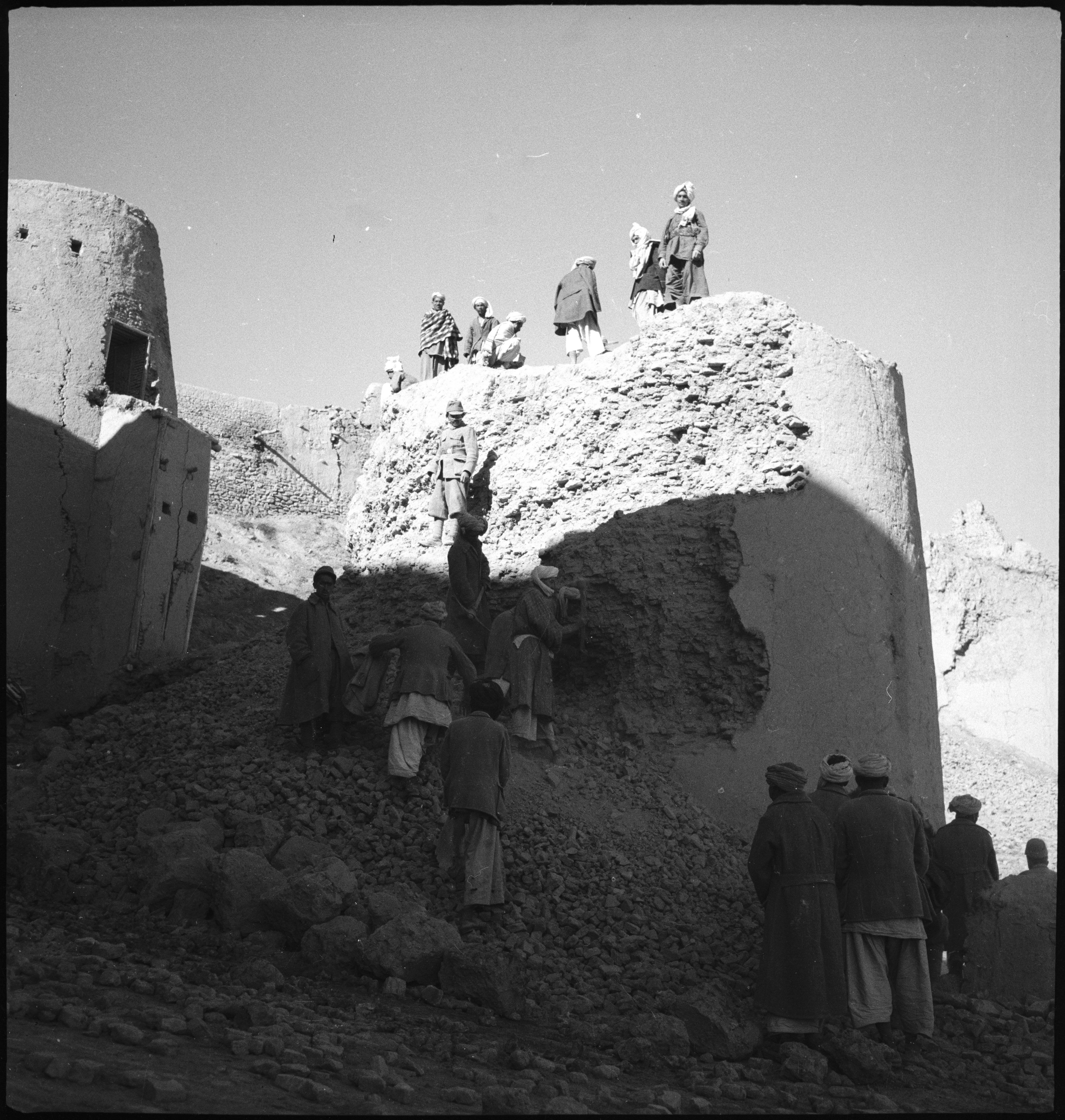
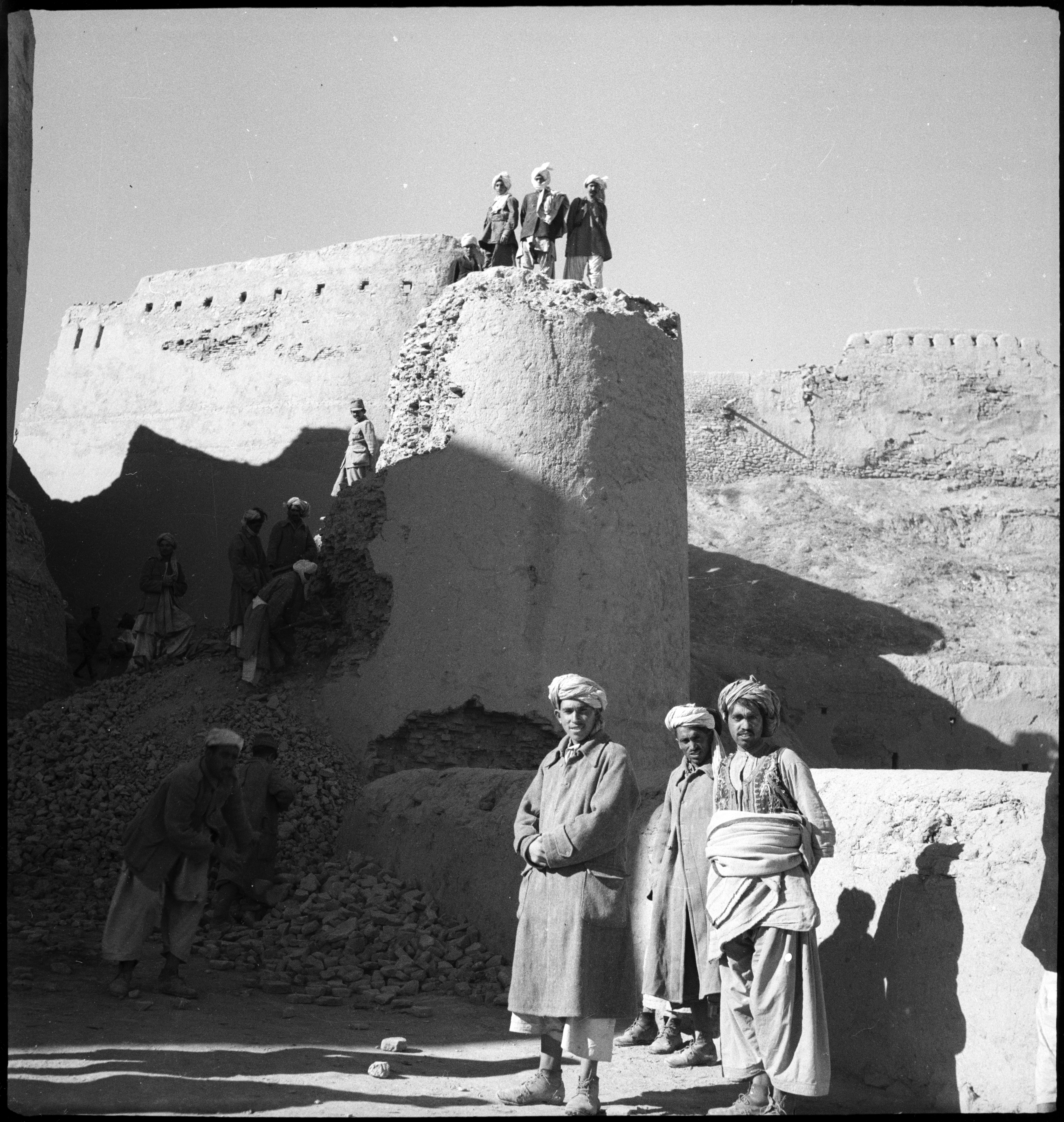
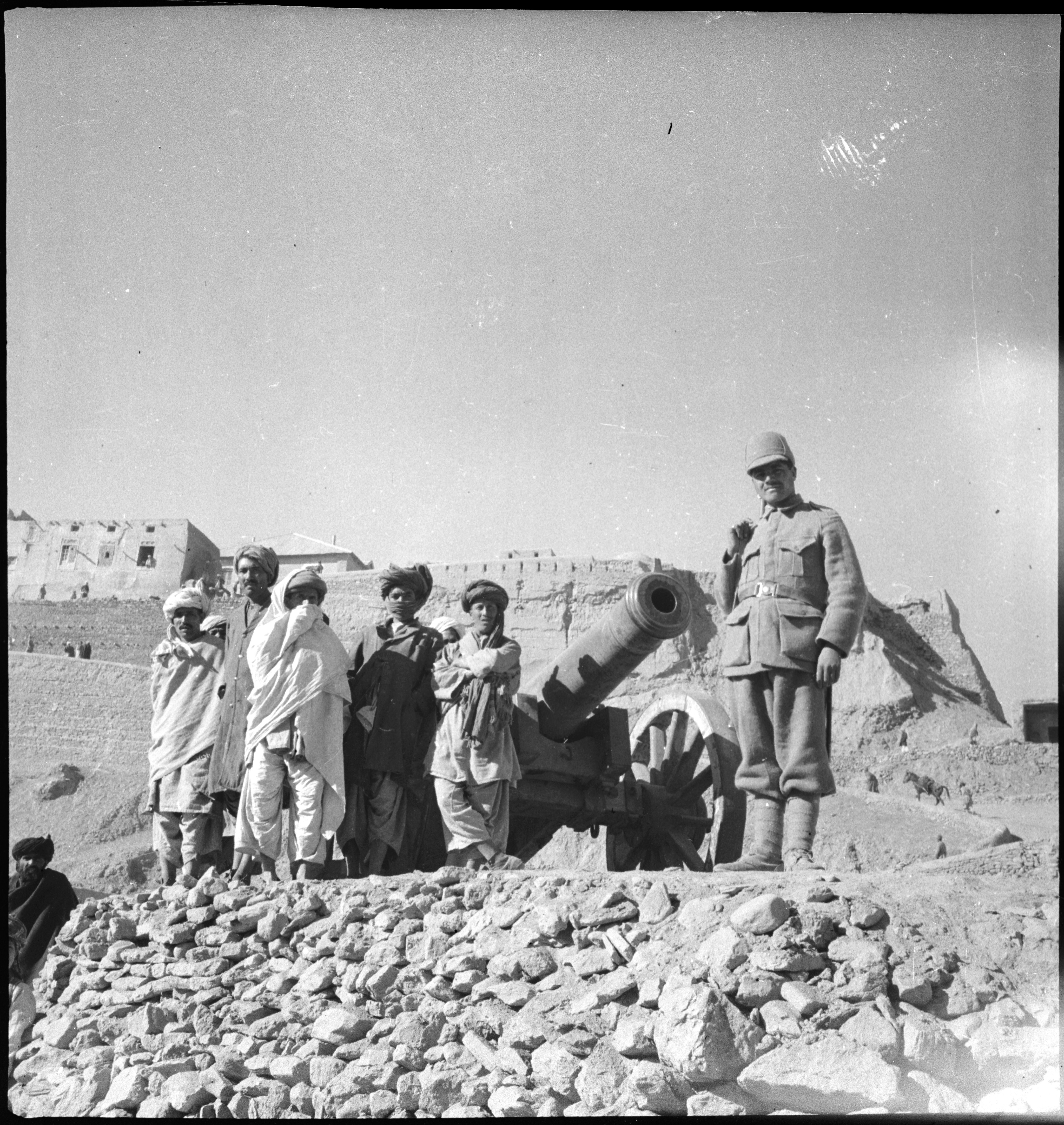
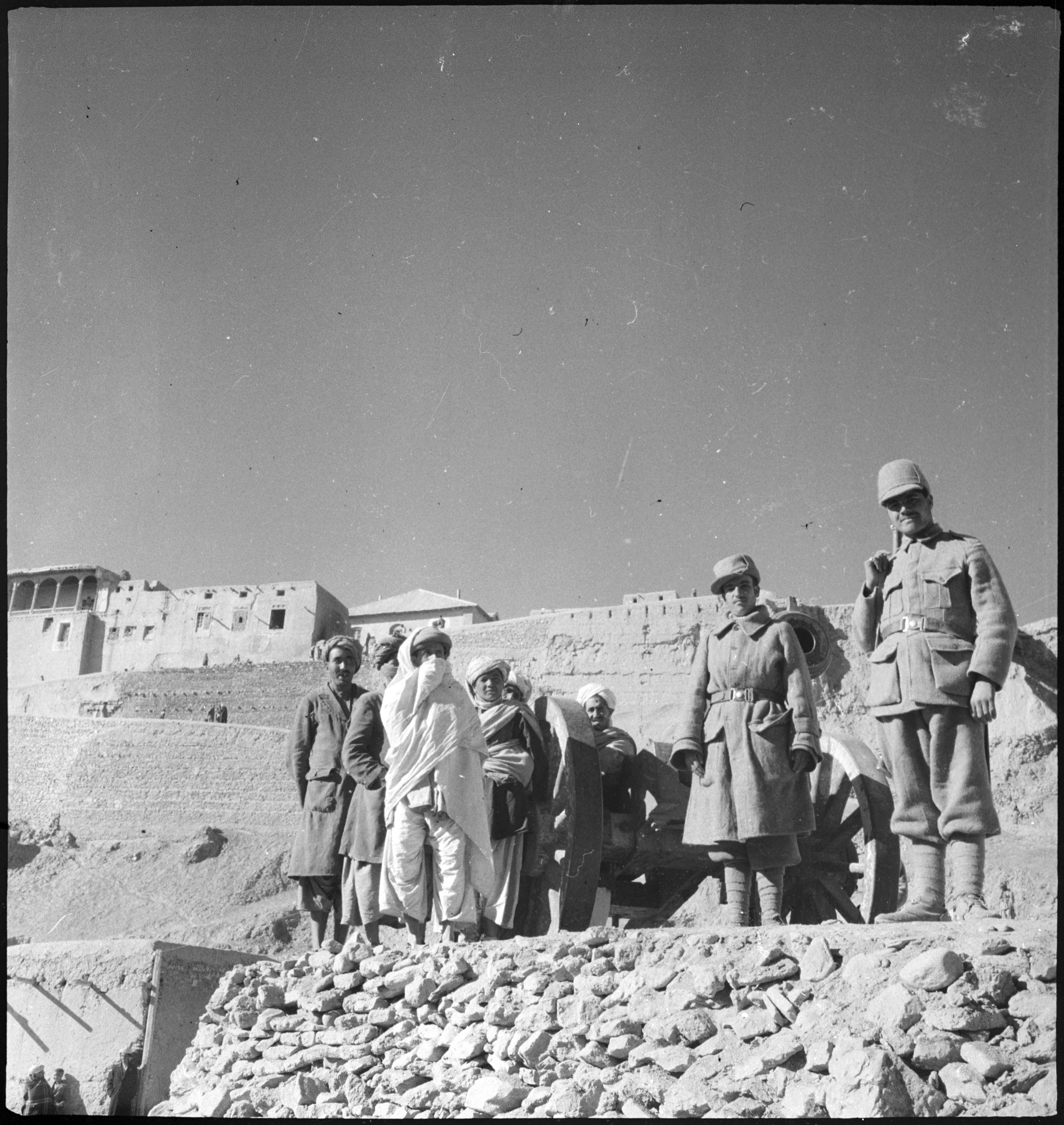
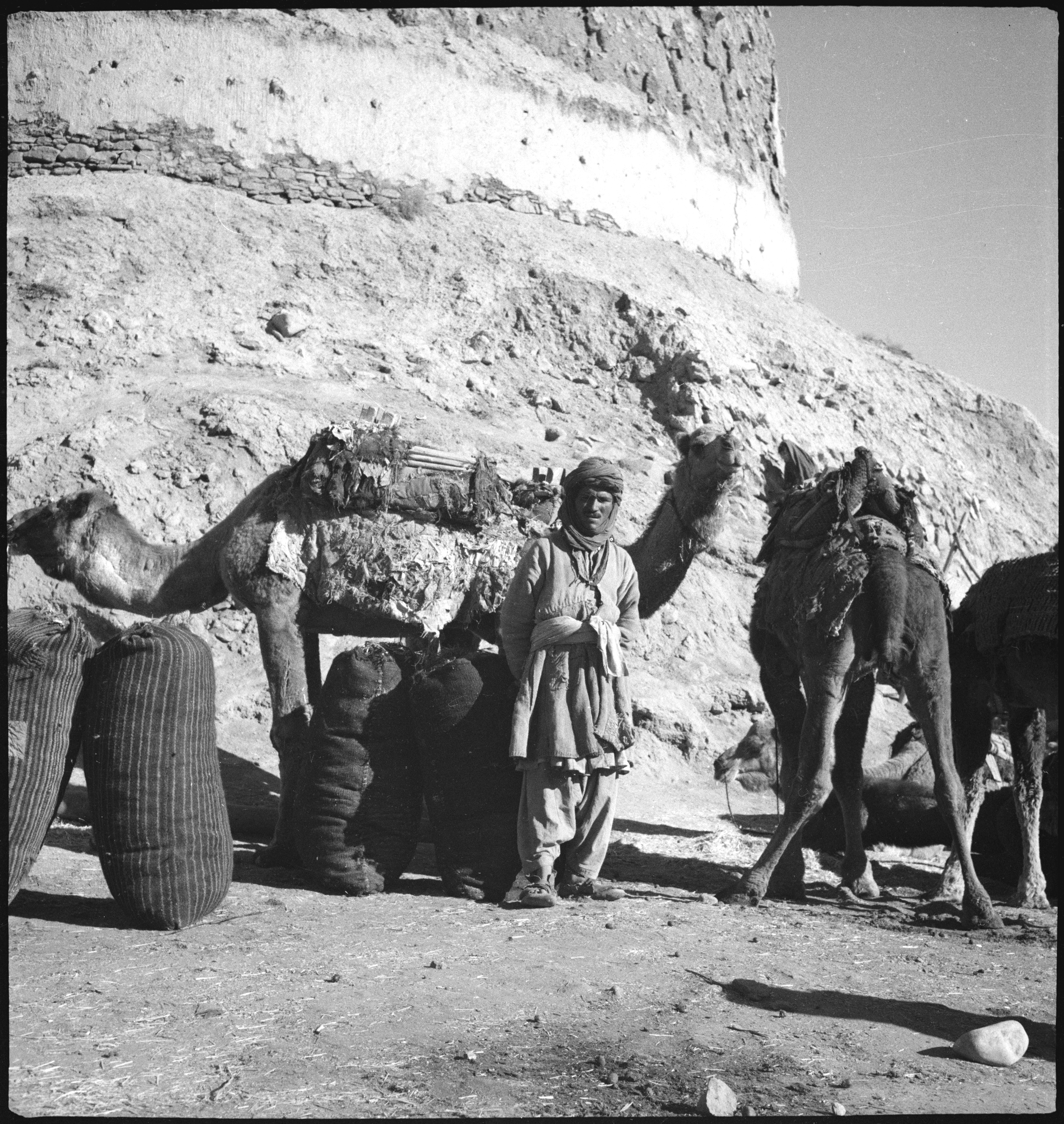
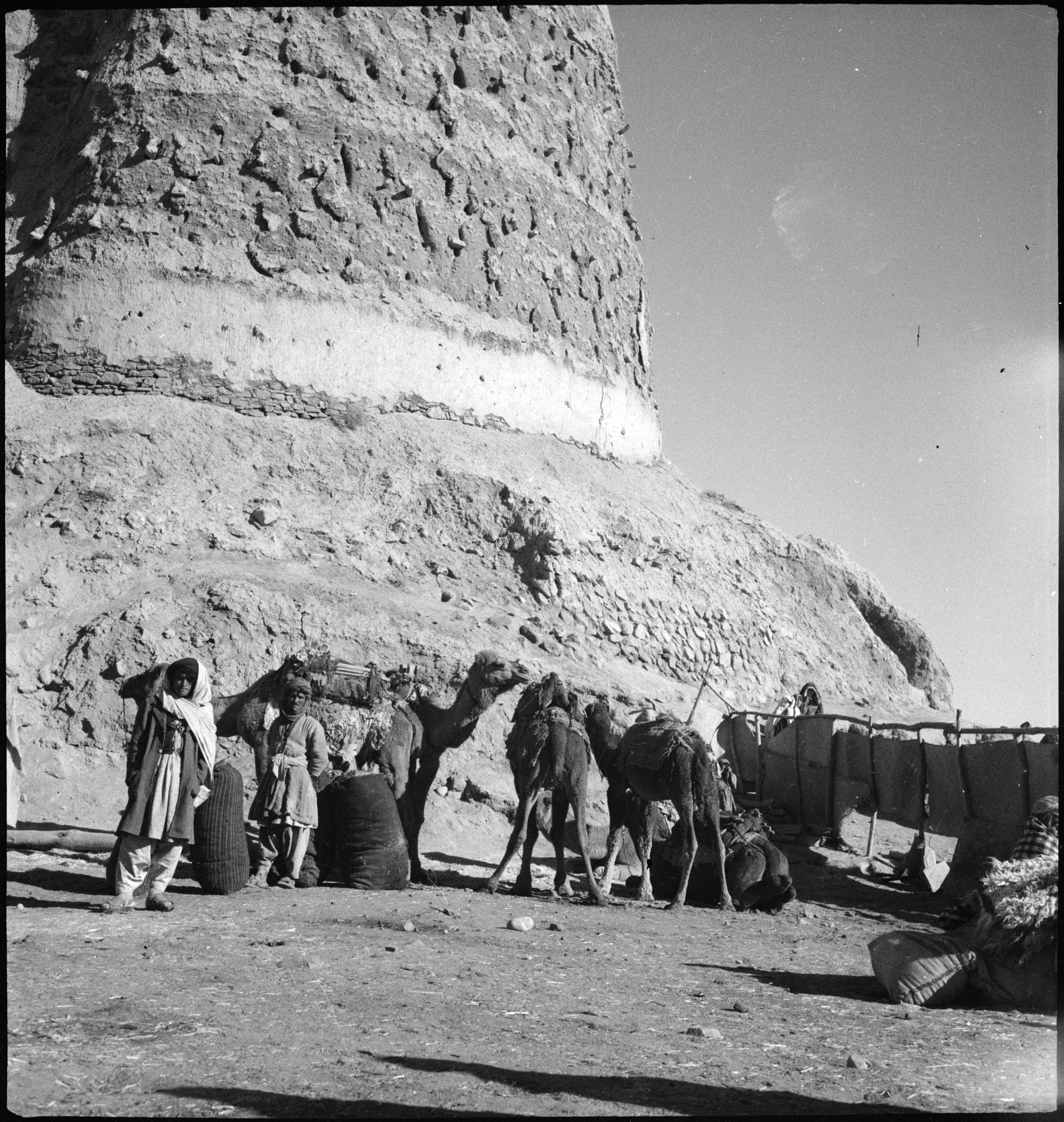
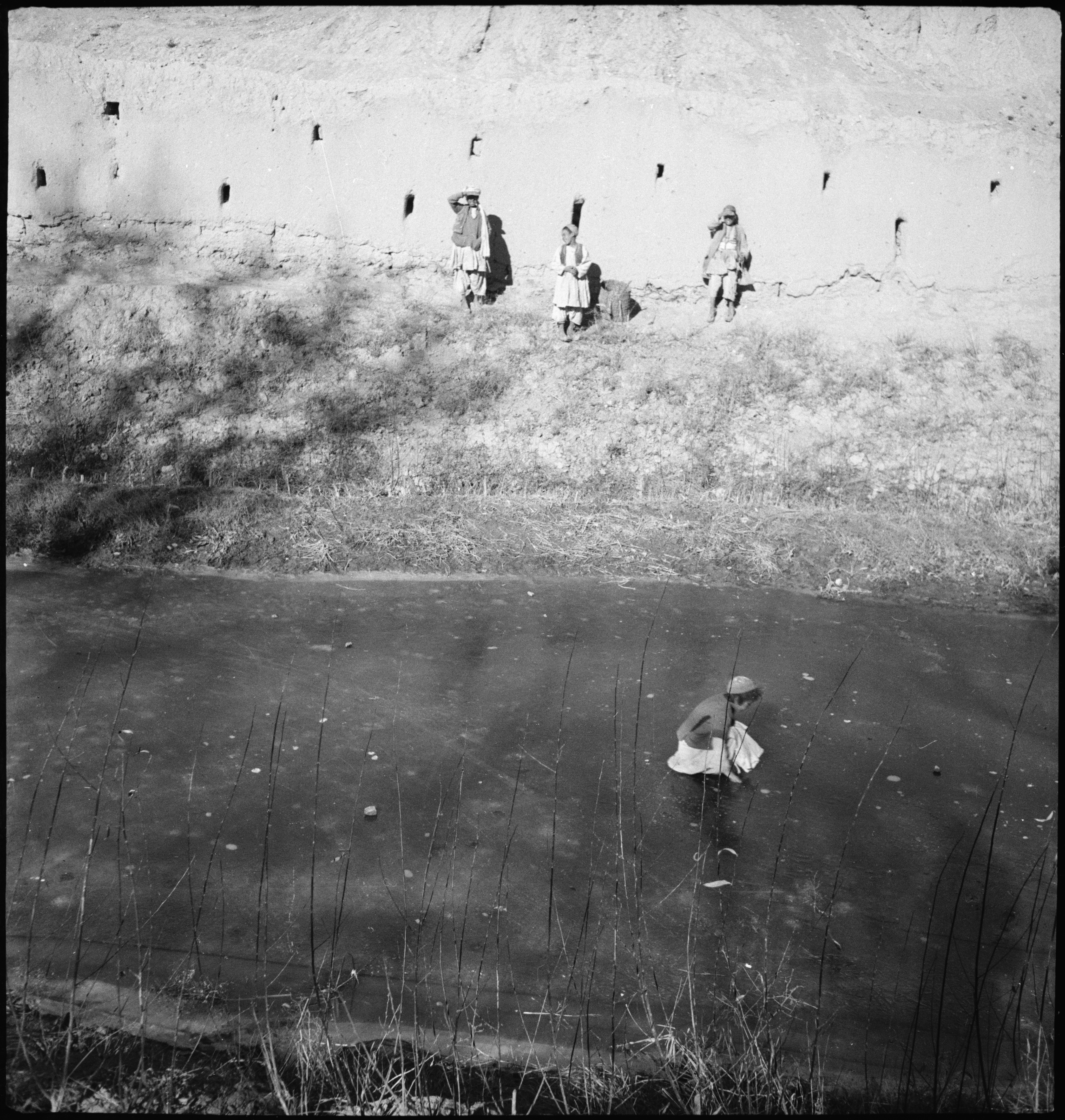
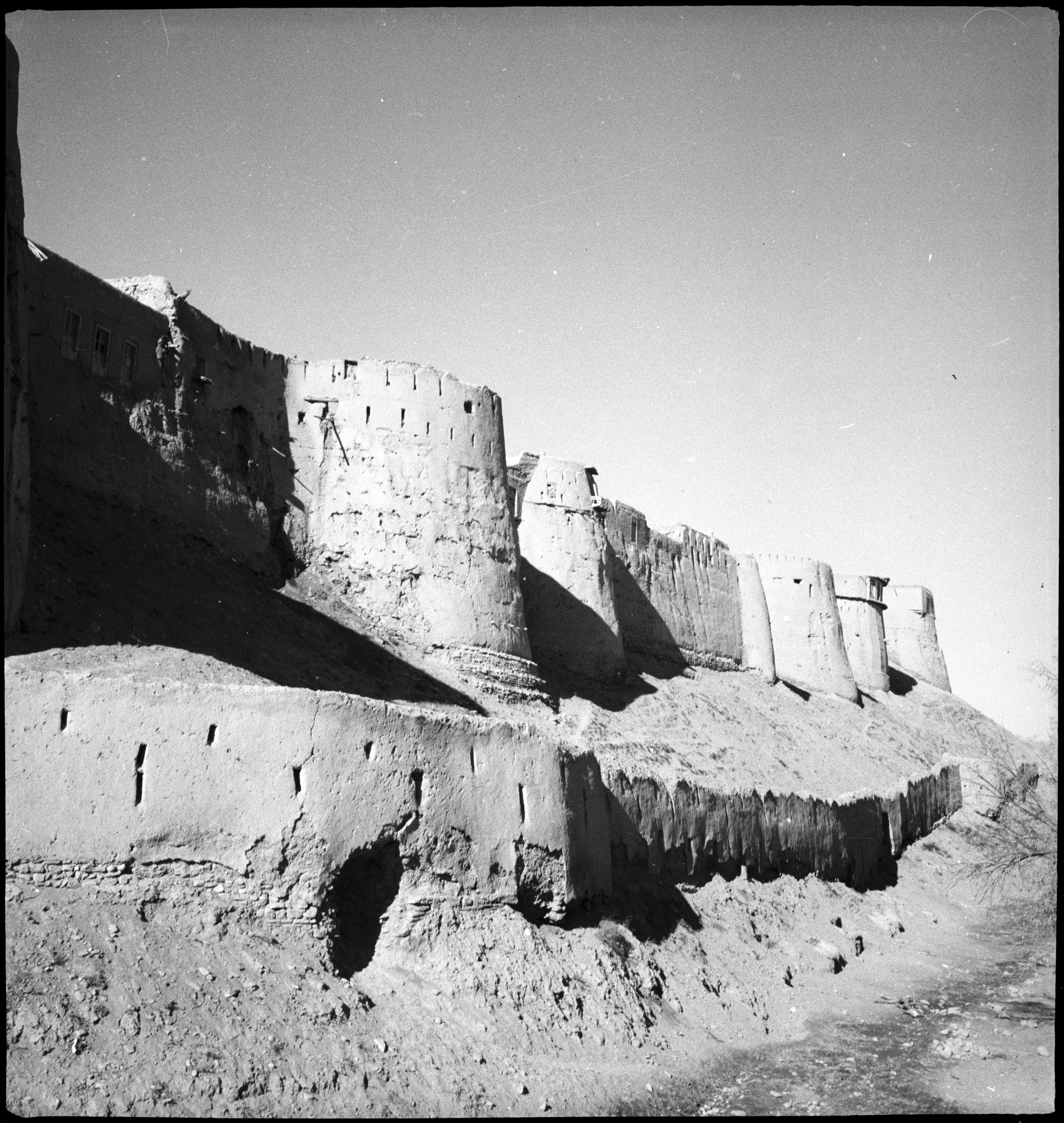
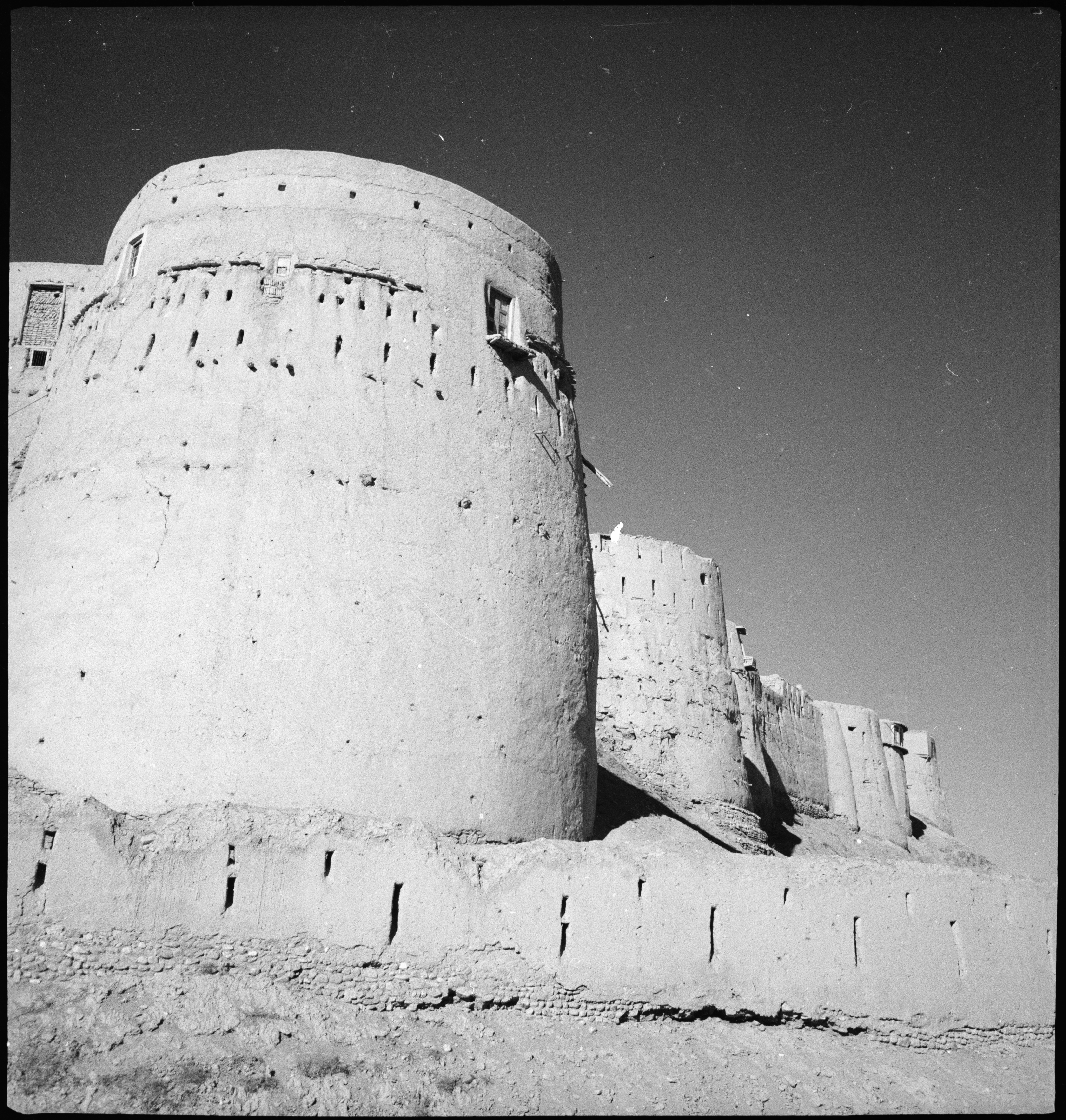
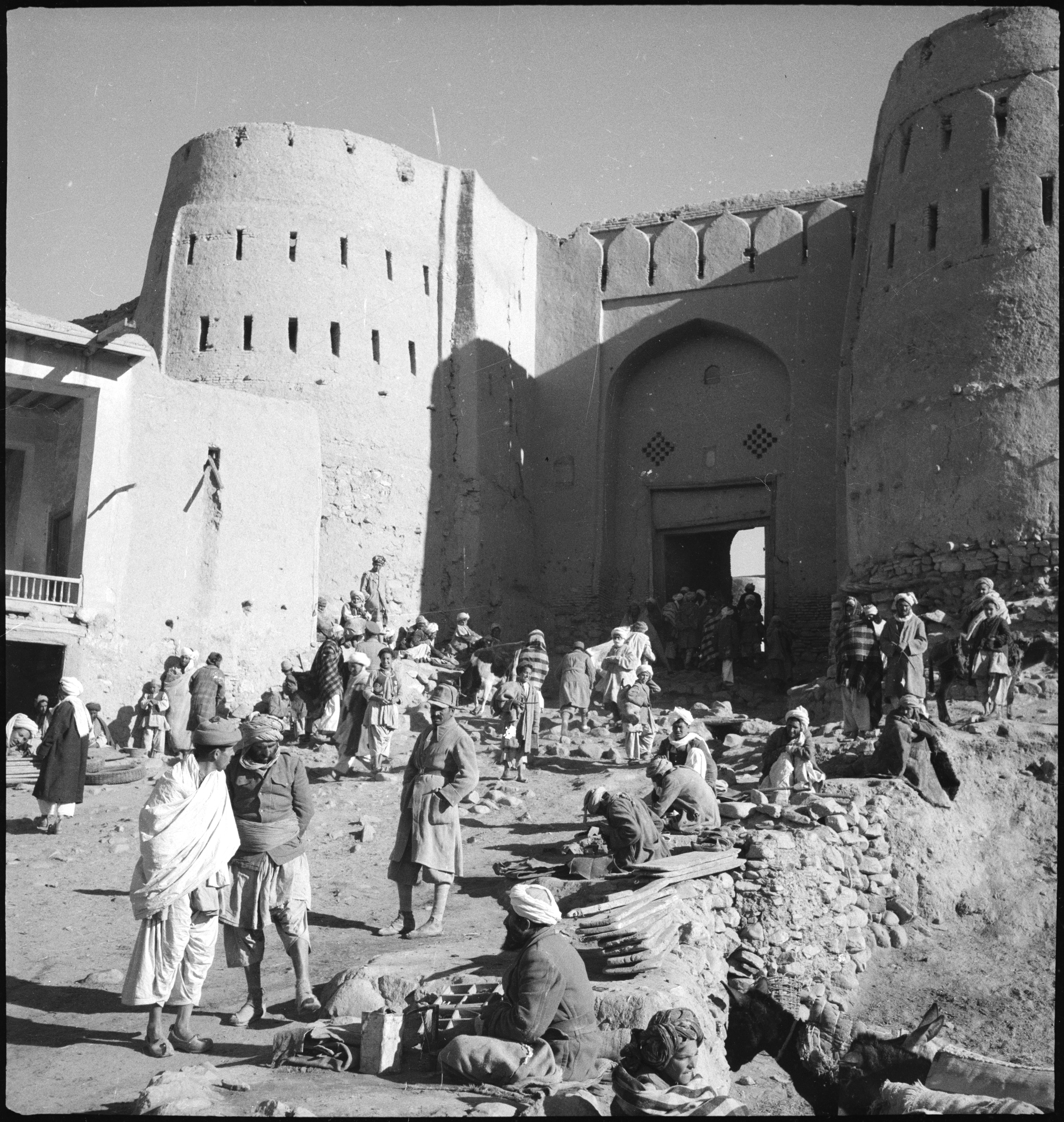
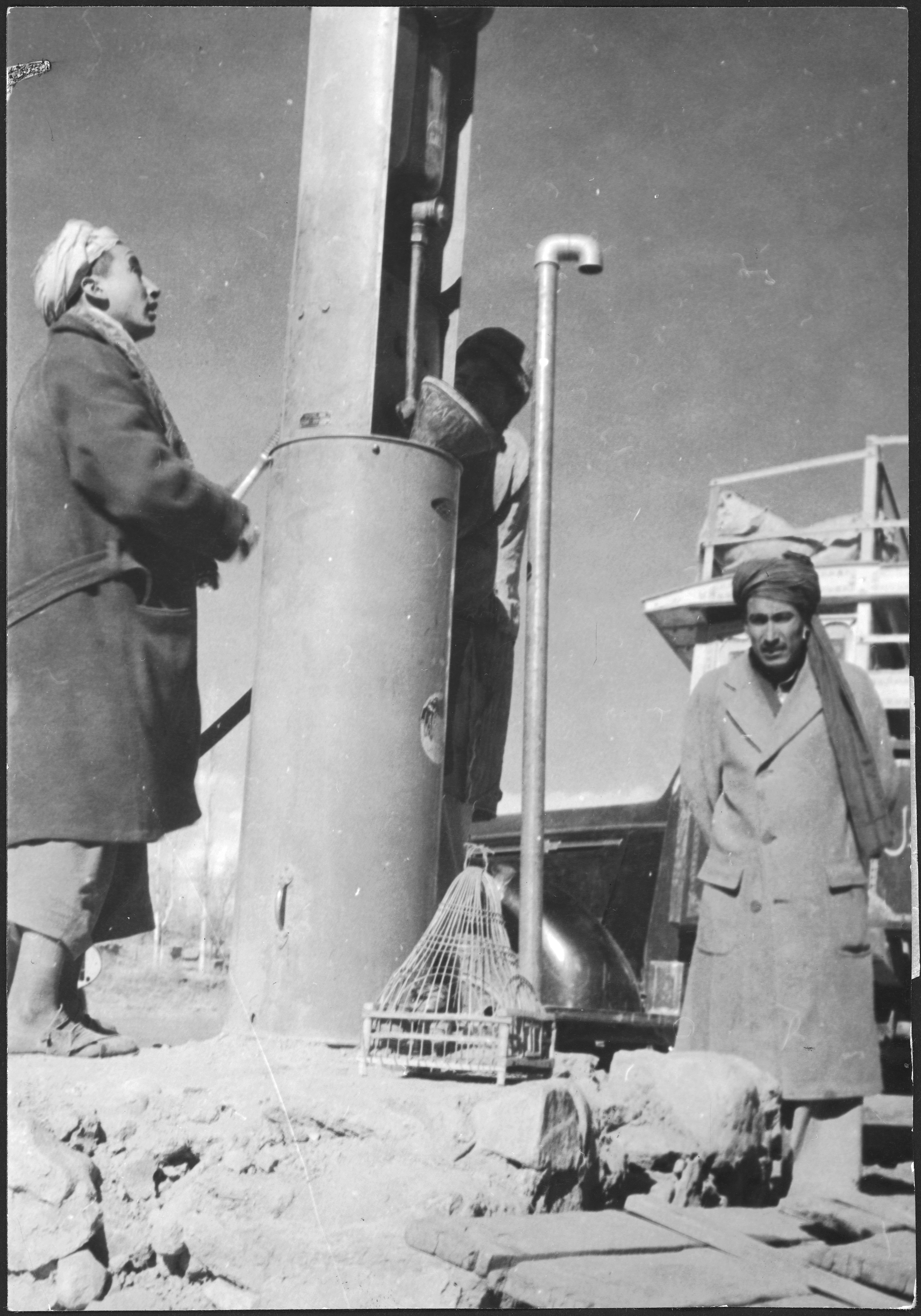
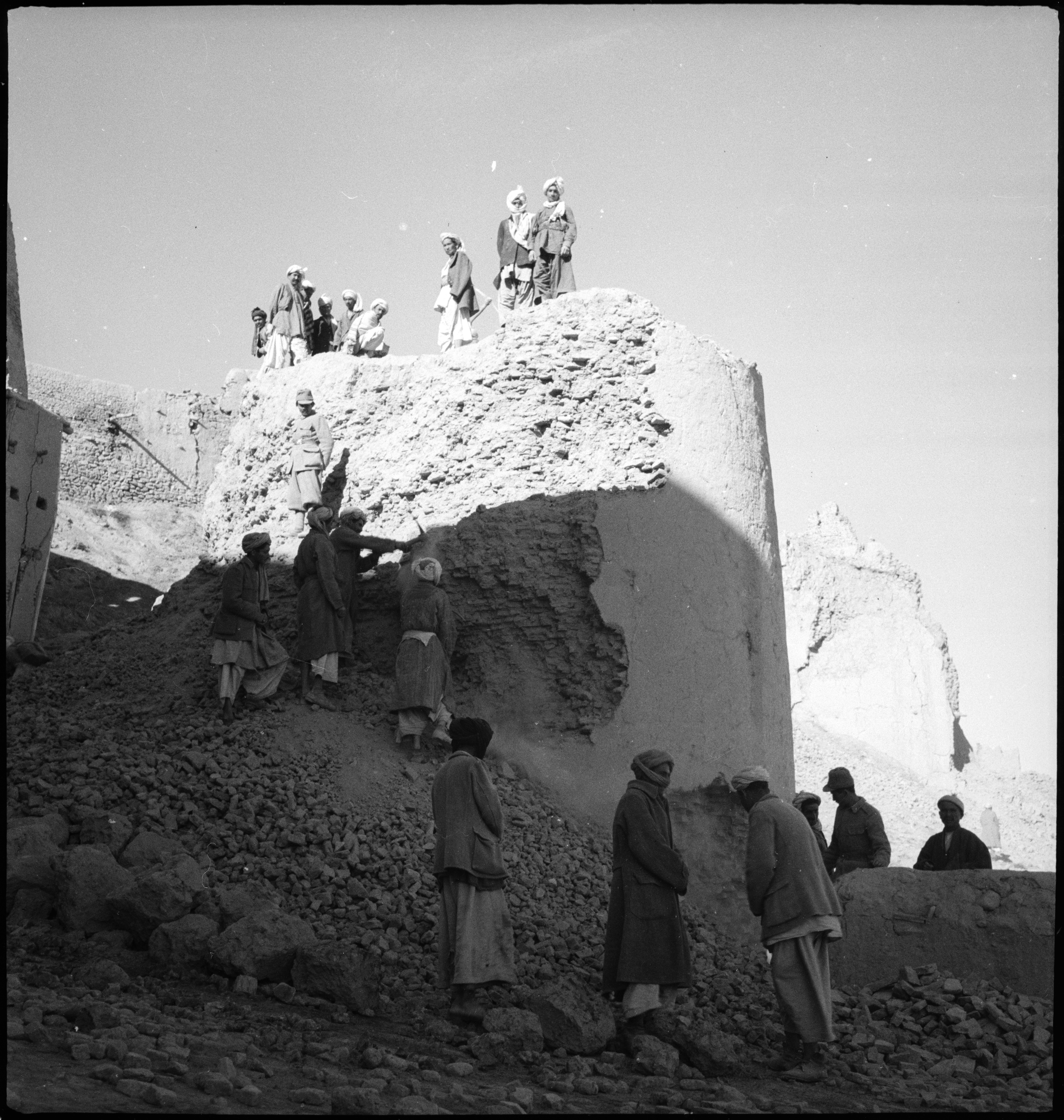
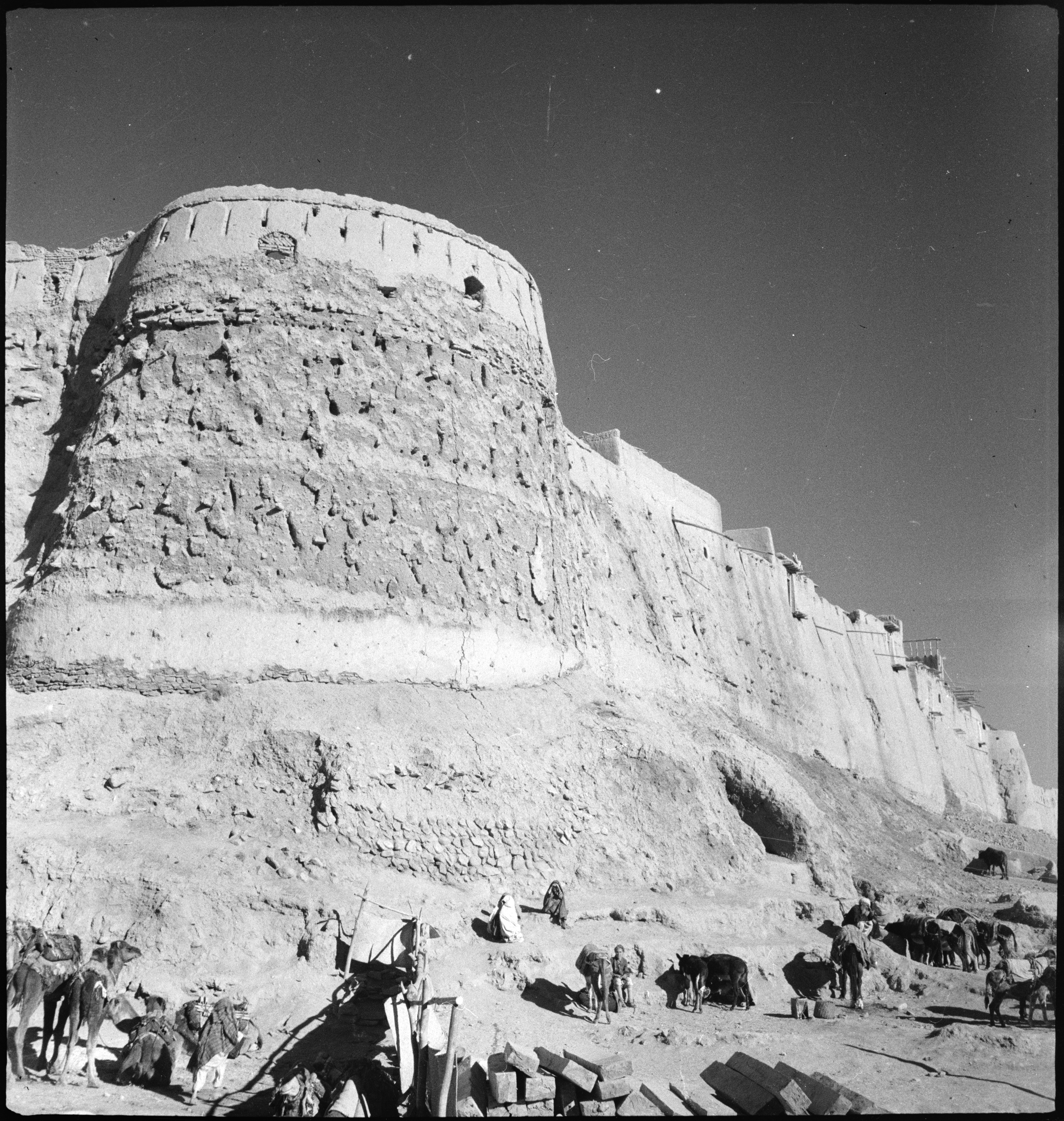
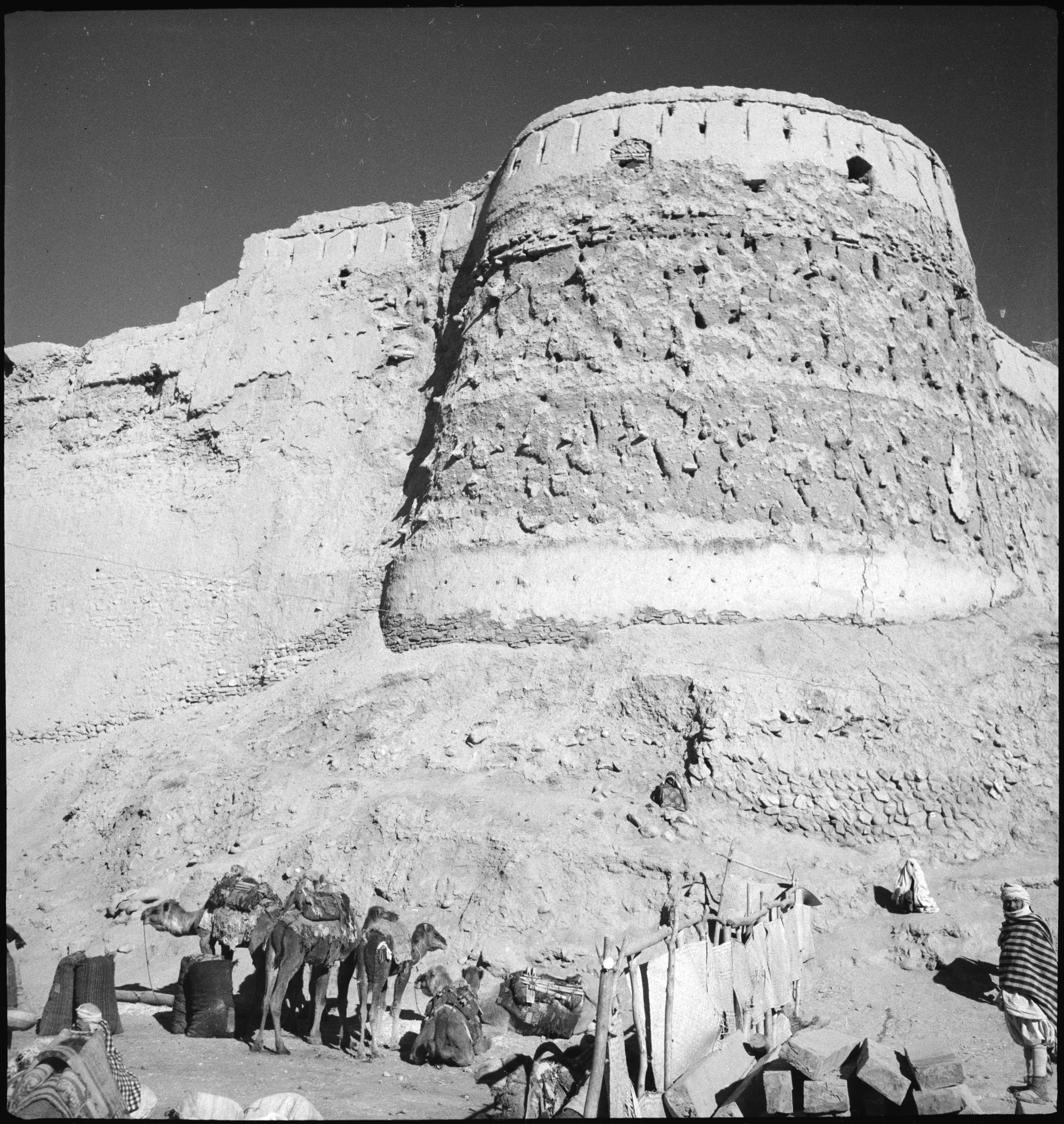
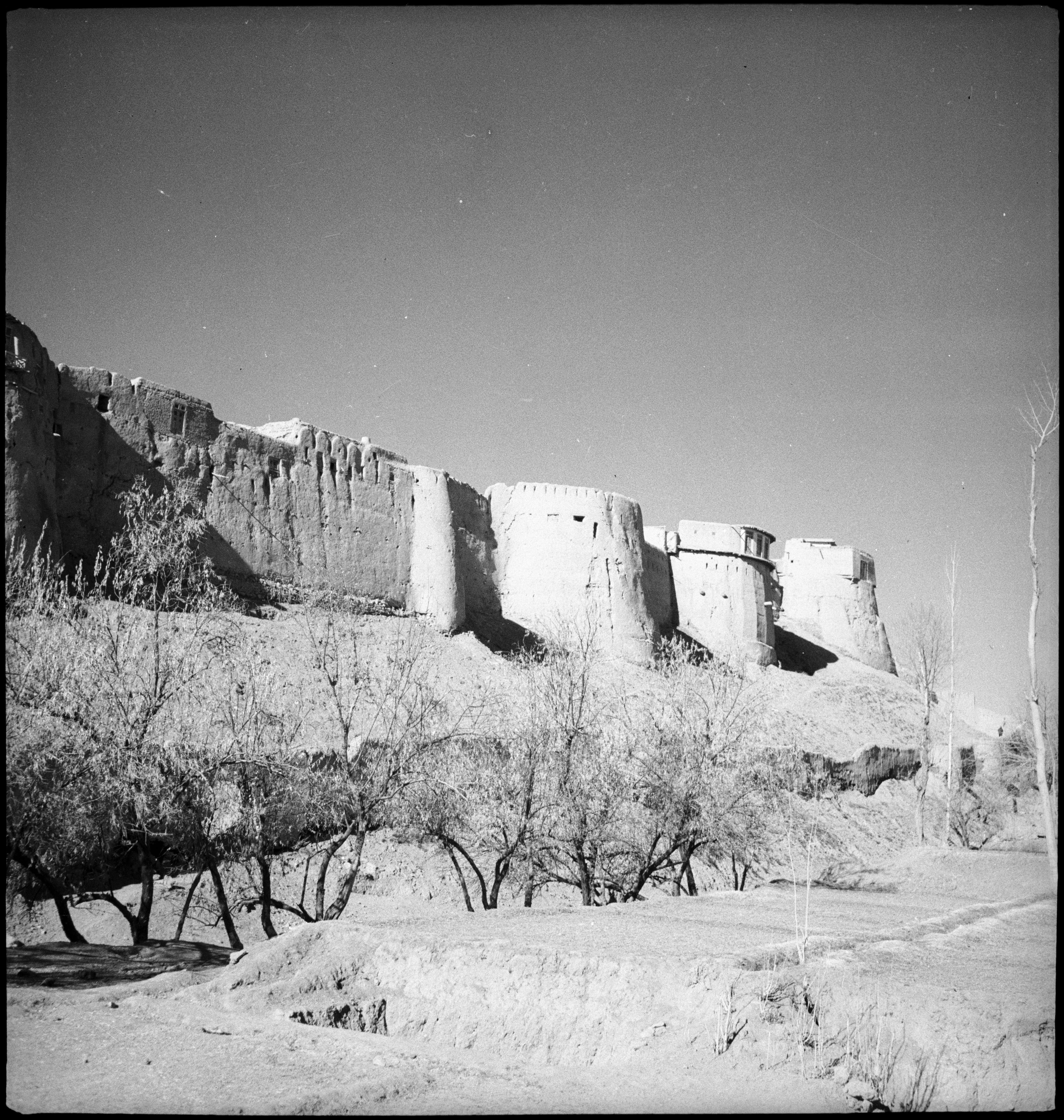

غزنی در ۱۹۳۹ میلادی

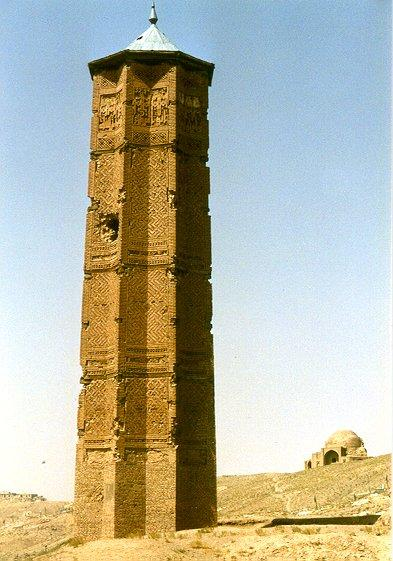
منارهٔ غزنی، سدهٔ ۱۲ میلادی
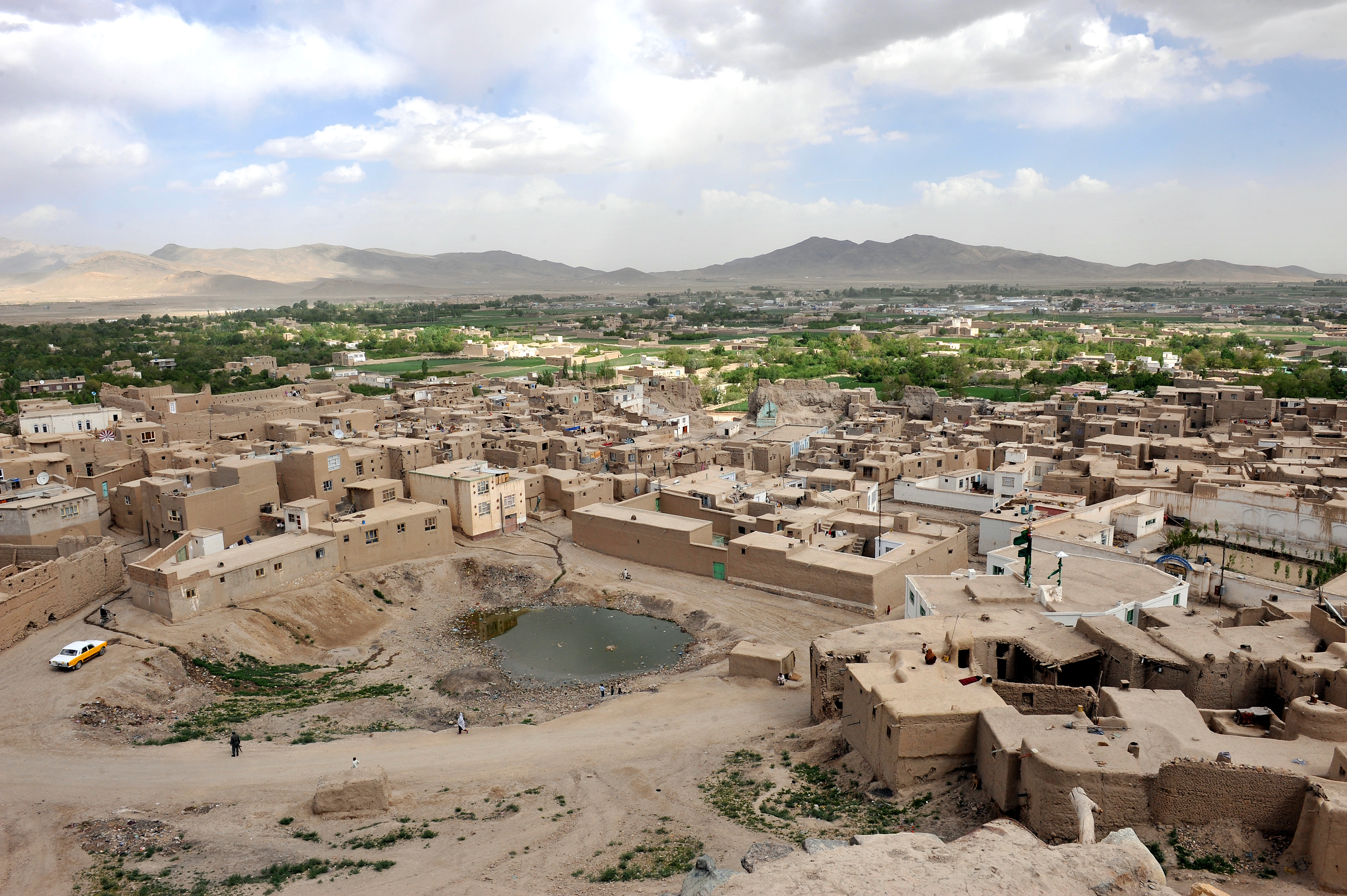
بالاحصار شهر غزنی
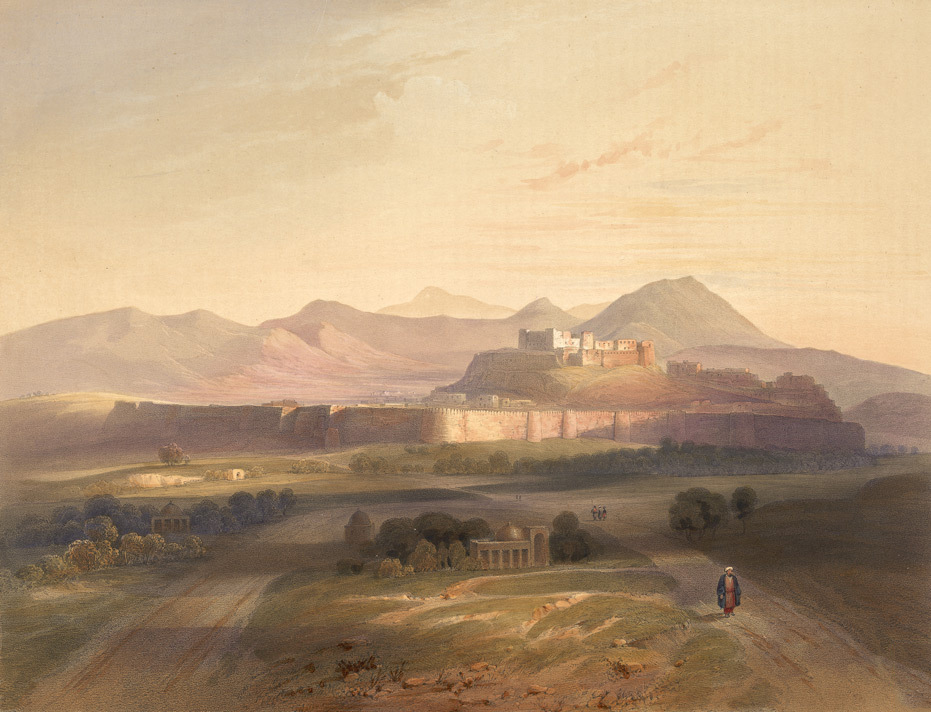
غزنین در ۱۸۳۹ میلادی، دوران جنگ اول افغان و انگلیس
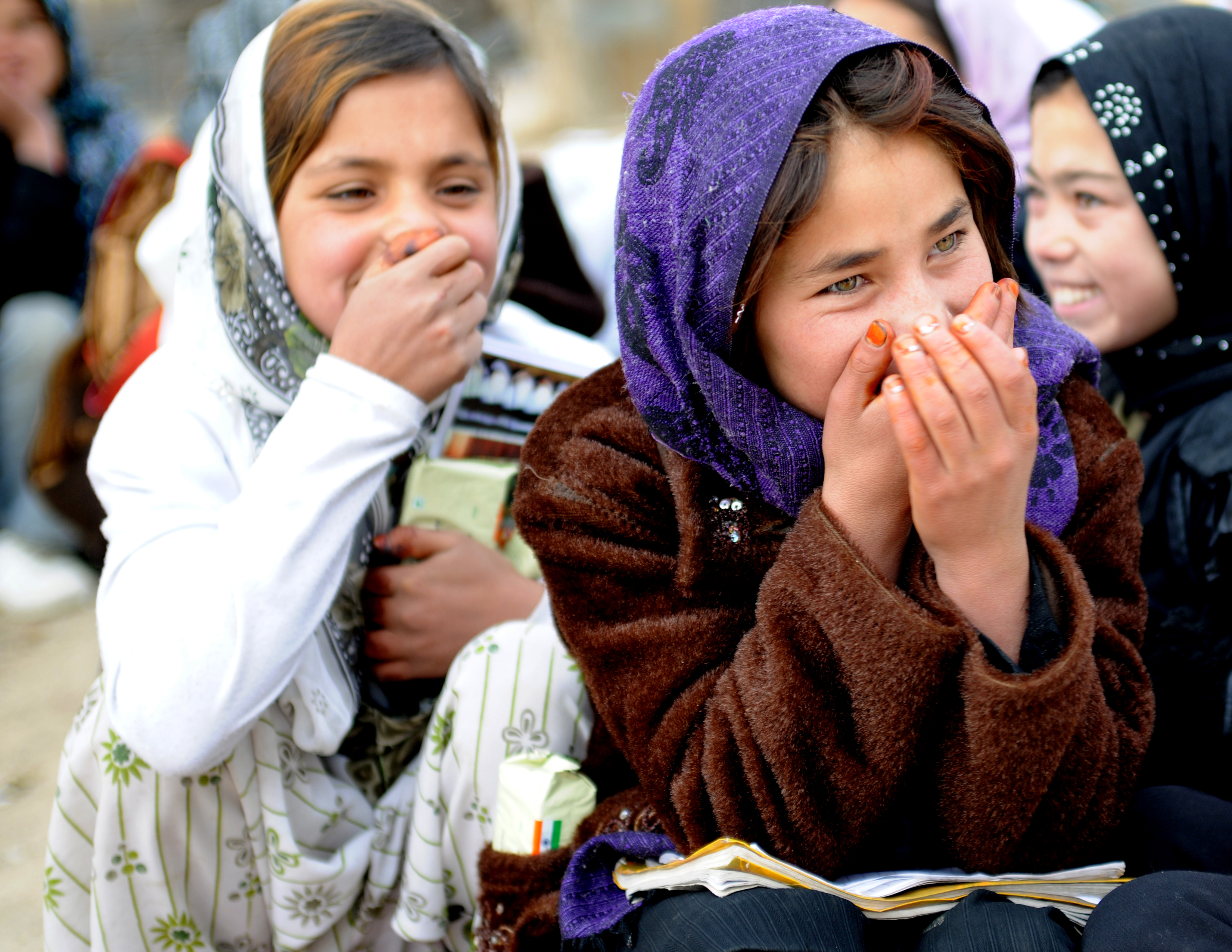
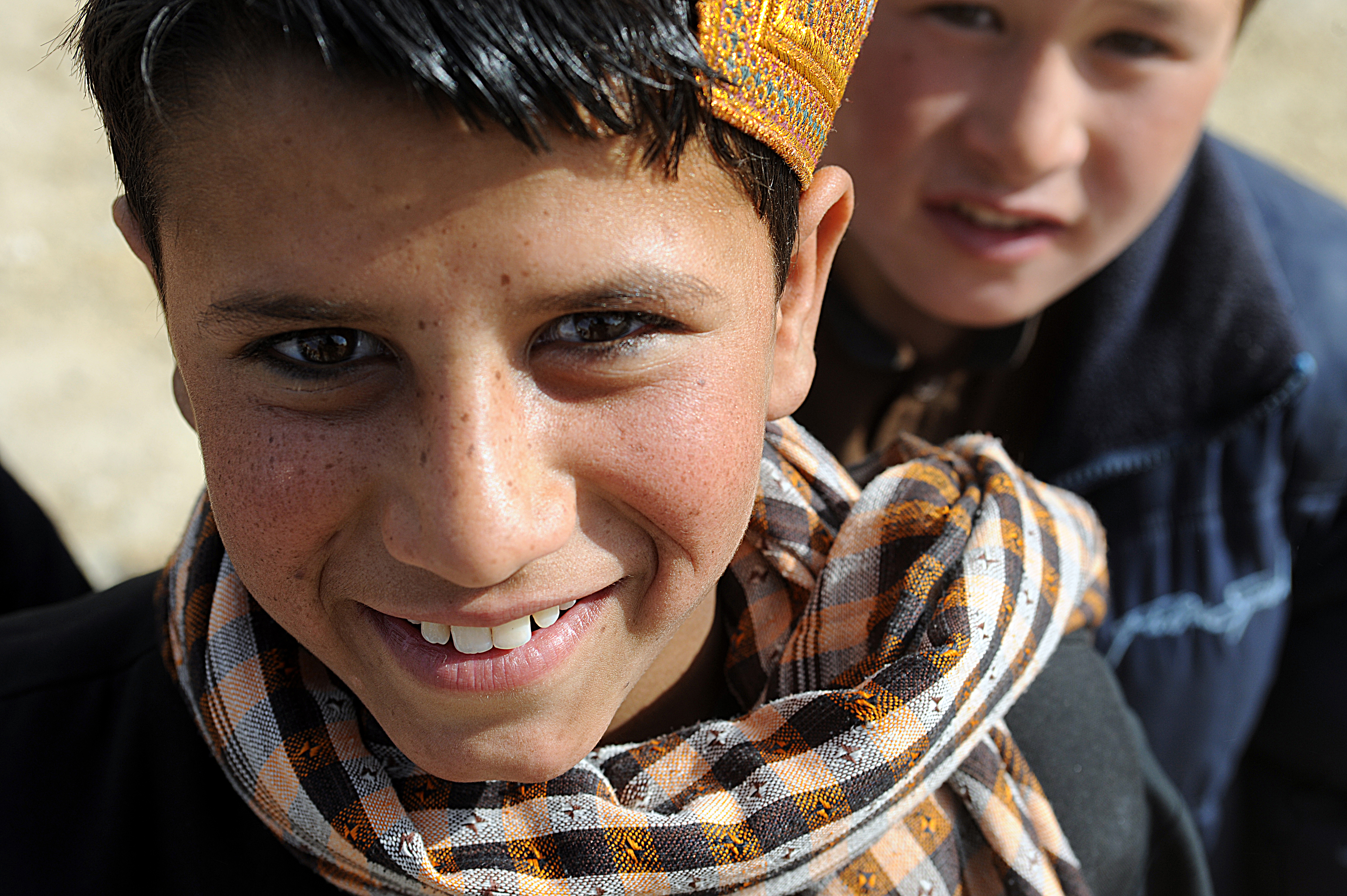